# 機動戦士クロスボーン・ガンダムの登場兵器
機動戦士クロスボーン・ガンダムの登場兵器では、漫画『機動戦士クロスボーン・ガンダム』シリーズに登場する、架空のモビルスーツ（MS）及びモビルアーマー（MA）、艦船などについて述べる。

## 機動戦士クロスボーン・ガンダム

### 宇宙海賊クロスボーン・バンガード

#### ゾンド・ゲー
コスモ・バビロニア紛争末期にブッホ・コンツェルンが開発したデナン・ゾンによく似た意匠を持つMS。クロスボーン・バンガードのさらなるMSの小型化の要求を受けて開発された身長10m程度の小型MSとも言うべき機体である。しかし、技術的にはただ単に「小さくした」というだけであり、性能も小型化した分だけのものになってしまっている。
武器としてはショットランサー、デナン・ゲーと同型のビームライフル、鹵獲したバタラの装備だったマシンガンといったものを用いている。その他の装備としては左肩に付けられたビームシールド、バックパックに装着する長距離航行用ブースター、スラスターの位置関係の問題で腰に巻く形で装着するアンチ・ビーム・コーティングマントがある。
『機動戦士クロスボーン・ガンダム』ではすでに10年前の老朽機であるが、エンジンを付け替えるなどの改修が行われ、宇宙海賊クロスボーン・バンガードの戦力として使われている。
劇中での活躍
物語開始時にマザー・バンガードに全6機が配備されており、旧式ながらクロスボーン・ガンダムと連携することで木星帝国のMSと互角以上に渡り合った。だが、イオでの戦いを目前に合流した補給艦リトルグレイのオンモ艦長に補給パーツがないことを伝えられ、それを受けて戦力としての役割を鹵獲していたバタラと交代する。最後はイオにおける戦闘で囮としてオートパイロットで出撃し、全機が失われた。

#### バタラ（クロスボーン・バンガード仕様）
衛星イオに帝国の本拠地があることを知った宇宙海賊クロスボーン・バンガードが決戦を前にゾンド・ゲーの補給パーツが無くなってしまったことを受け、鹵獲していたバタラに補修と改修を行ない戦力とした機体で海賊軍仕様バタラとも呼ばれている。
首の付け根及び両肩の装甲板にクロスボーン・バンガードのマークがペイントされ、ゴーグル状の頭部センサーの形が木星帝国製の四角から望遠機能が付いたゾンド・ゲーのものに似た丸型へと変更されている。
武装は木星帝国のものと代わりがないが、地球圏到達後のマザー・バンガード防衛戦の際に肩から羽織る形でアンチ・ビーム・コーティングマントを追加装備している。
劇中での活躍
衛星イオでの戦いからゾンド・ゲーに替わって宇宙海賊クロスボーン・バンガードの新たな戦力して投入され、地球圏での木星帝国と地球連邦軍との共同による海賊軍討伐戦まで主力を務める。
『スカルハート』のU.C.135「海賊の宝」でトビアのコアファイターに向けてクロスボーン・ガンダムX1を投げ渡すための作業MSとして使用された。

#### ペズ・バタラ（クロスボーン・バンガード仕様）
衛星イオに帝国の本拠地があることを知った宇宙海賊クロスボーン・バンガードが決戦を前にゾンド・ゲーの補給パーツが無くなってしまったことを受け、鹵獲していたペズ・バタラ一機に補修と改修を行ない戦力とした機体。
足先はペズ・バタラの物からバタラの物に変更され、機体の左側面に左目のペイントが施されている。木星帝国のものと差別化するためか、作中のほとんどのシーンでペイントされた左側面で登場している。また、ザビーネ・シャルの造反の際にカラスに機体が破壊されたために「スカルハート」で左側面にペイントが存在せず足先を変更したのみの新しい機体になっている。
劇中での活躍
衛星イオの木星帝国基地襲撃の際にトビア・アロナクスの乗機として戦いに参戦し、エレファンテのビットによるオールレンジ攻撃をすり抜けて攻撃、基地攻略の足がかりになるなどの活躍を見せた。
ザビーネの造反及び死の旋風隊が奇襲をかけてきた際、カラスによって連れ去られるベルナデットを助けようとして逆に生身のカラスの投げた爆弾によって指の関節など構造上脆弱な個所やコクピットを攻撃されて撃破される。
『スカルハート』のU.C.133「星の王女様」では小惑星「ネバーランド」宙域での木星帝国軍の部隊との戦闘で攻撃を受け地表に激突する。右手足を大破、左足を破損させ動けない状態になってしまうも、ビームアックスだけ起動させ、それをクロスボーン・ガンダムX1が振り回すという合体攻撃で敵を撃退した。

#### マザー・バンガード
宇宙海賊クロスボーン・バンガードの旗艦。元々はコスモ・バビロニアが地球侵攻の旗艦「バビロニア・バンガード」として建造したが、完成したのはコスモ・バビロニアが崩壊分裂した後の宇宙世紀0128年であった。艦首の200mを超えるバウスプリットを含めれば、全長900mにも達する巨大艦。
完成後はベラ・ロナやシーブック・アノーといった反貴族主義勢力の手に渡るも処女航海時に爆発事故を装った木星帝国によるテロ攻撃を受けてしまう。この攻撃で木星帝国の存在を知った反貴族主義者は艦が撃沈されたと偽装して消息を絶ち、木星帝国打倒のためにクロスボーン・バンガードを再結成、バビロニア・バンガードはその旗艦「マザー・バンガード」として運用されることとなる。
建造者が貴族主義者であるためか外観のデザインの美しさも重視しており、大航海時代の帆船を模した船体で艦首には巨大な黄金の女性像が彫られている。内部は当時の最先端レベルの技術を贅沢に盛り込んでおり、特に宇宙世紀で初めてミノフスキー・ドライブ・ユニットが搭載され、そこから発生するビームセイルによって推進剤を使わず、惑星間レベルの長期航海を従来の宇宙艦とは比べ物にならない短期間、無補給で行えるようになっている。ただし、同型艦にすら搭載されていない極秘の技術であり、通常は従来型の宇宙艦と同様に熱核ロケットエンジンで航行を行っている。
また、船体全体をビームシールドで覆うことで高い防御力を誇るが、動力炉が臨界に達するまでの二十数分程度しか維持することは出来ない。地球侵攻の旗艦として造られたため、内部の至る所に大気圏突入カプセルを多数収納していた。武装は、舷側およびマストに装備されたメガ粒子砲、対艦ミサイル、対空機銃。
劇中での活躍
木星帝国の地球侵攻を阻止するため、木星圏において情報を集めつつゲリラ作戦を行なっていた。木星帝国の対外プロパガンダによって地球圏では「木星の貨物船を襲う宇宙海賊の艦」として知られていた。
しかし、木星帝国の地球侵攻作戦の阻止には失敗。地球へと向かった木星帝国軍を追撃するも、その最中にサビーネの手引きを受けたモビルシップ「ジビア」の襲撃にあい、戦闘でメインマストを大破消失させてしまう。
地球圏へと到着するも帝国のワナに落ち地球連邦軍との交戦を余儀なくされ、敵の目をくらますために自沈。乗組員は大気圏突入カプセルに分乗して地球へと脱出した。
その後、残骸からサブマストの一部がアナハイム・エレクトロニクスによって回収され、スピードキング（サナリィ側名称：イカロス） の名称でミノフスキー・ドライブの実験に使用されている。

#### リトルグレイ
クロスボーン・バンガードの2番艦。コスモ・バビロニア建国戦争時にMS母艦として建造され、主に補給任務に使われていた。惑星間移動時はブースターを装着する。火力は低いが帆型の立体射出カタパルトを用いたMS運用能力は高い。木星戦役後は、普段は貨物用のカーゴを接続したブラックロー運送の輸送船として偽装され使用されているが、有事のさいにカーゴを分離し本来の姿に変形し、クロスボーン・バンガードの母艦として使用されている。
なお、リトルグレイ以外にもクロスボーン・バンガードの補給艦が存在しており、その内の一隻が木星戦役の最中にマザー・バンガードへ補給を行おうとしたが、原因不明の事故により消息不明となり、20年後に土星圏宙域で漂流していたところを、付近を探索していた木星共和国のユピテル財団の探査船に発見されている。

### ブッホ・コンツェルン

#### エオス・ニュクス
ブッホ・コンツェルンが所有するマザー・バンガードの同型艦。ベラ・ロナの従姉妹であるシェリンドン・ロナが艦長を務めており、非武装の使節船として使われている。
マザー・バンガードと比べ、全長は700mにダウンサイズされているほか、ミノフスキー・ドライブは装備しておらず、代わりに帆のようなパーツが複数装備されている。また、船体後部のサブマストの形やスタビライザーの数が変更されている。
持ち主を転々とした後は、トビア達による地球圏での活動ベースとして使われ、『DUST』の時代ではサイド7のグリプス内部に放置され、船内ではテテニスが冷凍睡眠をしていた。ルナツーの戦いの後、回収され、首切り王のミノフスキー・ドライブ搭載艦ケルベロスに対抗できるように改装を計画していたが間に合わず、サイド1での決戦で対ケルベロス用に投入される。ビームシールド発生器を転用したビーム・ラムを搭載して、遠隔操作で特攻するが回避され失敗、大破する。
また、改装が間に合っていたと見越してレオ、ナオミ、レアの率いる強奪チームが起動前に接舷していたが、遠隔操作を解除できず離脱している。

### 木星帝国
木星帝国の機体は一部を除いて「EMS」「EMA」で始まる型式番号を与えられている。
木星帝国の機動兵器の特徴として、各パーツが単一の目的に特化されて余計な機能が省かれた簡略的な構造になっていることと、無重力および低重力下を想定した設計があげられる。これは、前者は国力や物資に乏しい木星帝国が兵器の数を揃えるためには低コストで生産できる設計であることが切実な至上命令であったためで、後者に関してはそもそも1G未満の環境で常に生活している木星帝国人には1G以上の運用を想定した設計ノウハウはおろか、高重力への負荷に対する考えそのものが欠如していたためである。
また、機体に乗り込む際のパイロットスーツも、長時間の運用を考えて機体側の生命維持装置（更にNT専用機の場合はサイコミュ）と接続してスーツ自体のエネルギーは節約する仕様となっている。

#### バタラ
木星帝国軍の主力モビルスーツ。木星圏のコロニー周辺での作業および自衛を主な目的として設計と開発が行なわれたと推測されたが、実際には地球圏への侵攻も視野に入れて作られていた。作中の時代にはモビルスーツは作業機械として一般的なものとなっていたため、自衛用途も含めた開発という名目は地球連邦に怪しまれることはなかった。
前述のように、構造は極力簡略化されたものとなっているため、腕部は武装の携帯、脚部は移動装置、頭部はセンサーの構造に特化されている。マニピュレーターである腕には、棒状のビーム・シールド発生装置が片腕の手首部にのみ装備されている。降着装置である脚部のスラスターは太腿部に集中し、膝から下は非常に細身となっており、高機動戦闘時には太腿部に収納されるようになっている。1Gの重力下における運用は考慮されていなかったらしく、歩行能力は脆弱。小型のランドセルが補助的な方向転換装置として装備されている。頭部は半球状となっており、ゴーグルのような形の精密照準用バイザーを降ろすことで近距離・遠距離を使い分けている。頭部脇には太いアンテナが1本立っており、ゴーグル状のセンサーと相まって、シュノーケリングのような外観をかもし出している。
そして当初の設計通り生産性に優れており、かなりの数が生産され、他の木星帝国MSの素体となっている。また、バタラの設計は地球圏の統一規格に準拠していたようで、クロスボーン・バンガードは鹵獲したバタラを地球から補給した部品で稼働させている。
バタラ (Batalla)はスペイン語で「戦闘」 (Battle) を意味する。
劇中での活躍
目立った活躍はないが、バーンズ・ガーンズバック大尉専用機や、クロスボーン・バンガードに鹵獲・改修された機体はそれなりに活躍を見せている。
木星戦役の3年後を描いた『鋼鉄の7人』においては、既にアラナの量産が始まっていたものの、最終決戦においては木星帝国の主力MSとして多数が参加している。

##### バタラ（バーンズ専用機）
木星水素採取基地・第3中継ステーションでMS隊を率いるバーンズ・ガーンズバック大尉が乗る専用のバタラ。
機体全体が赤で塗装され、右肩側面の装甲板に自身のトレードマークがマーキングされている。また、武装もビームライフルではなく、同じ形をして排莢機能を持つ実弾タイプのマシンガンを装備している。

#### ペズ・バタラ
バタラを対艦戦用に改修した機体で、木星帝国のMSの中でも極めて特異な形状をしている。正面から見ると腕や脚よりも薄い胴体部は丸ごとビーム・アックスの発生機をかねていて、機体正面に強力なビームのエッジを形成できる。カウンターウェイトをかねる胴体部は、まるで魚のカレイのように平たく、カメラやセンサー部も機体右片側にしか開口部がない。背面にはシェルフ・ノズルを3基備え、胴体側面にミサイル発射口を3基ずつ持つ。
この機体は一種の特攻兵器であり、戦艦の装甲をビーム・アックスで切り裂き、内側にミサイルを打ち込むためにつくられたとされる。腕部と脚部はほぼバタラのものを用いており、増設パーツも胴体に着せる形で追加されているためバタラの名を冠しているが、一見して同系統の機体と判別する事は非常に困難となっている。ただし、内部機構など増設パーツ以外の部位は通常のバタラと同じであるため、外見との差異とは裏腹にバタラの高い生産性を受け継いでいるとされる。
ペズ (Pez) は、スペイン語で魚を意味する。ドゥガチは闘魚とも呼んでいる。
劇中での活躍
遭難を装った輸送船に潜み、救助にきたマザー・バンガードにカングリジョと連携して攻撃を加えている。強力なビーム・アックスにクロスボーン・ガンダムX2も正面からの攻撃は避けたが、側面がほぼ無防備なのを見抜かれ、撃破されている。
また、地球との決戦前にしたドゥガチの演説の際に木星軍の全軍が見渡せるシーンで複数機が正式配備されていることが確認できる。

#### エレバド
バタラが高機動型に改修された機体で、主に指揮官機や親衛隊機として使われている。
後頭部が非常に長く、そこに透明なカバーに保護された索敵センサー群を有している。背部に大型のシェルフ・ノズルを持ち、左腕は手が存在せず複数の固定武装が装備されているウェポンアームになっている。総生産数は20機ほど。
エレバド(elevado)は、スペイン語で「昇進」を意味する。
劇中での活躍
指揮官機であるが、作中で目立った活躍は無い。木星の衛星イオにおける戦闘で初登場したが、守りが堅そうだという印象をつけただけにとどまっている。多くの機体は失われたが、残存機は大切にされ、木星のタカ派によって運用された。

#### ヴァゴン
バタラをもとに、地上侵攻用に再設計された機体とされている。
1Gの重力下におけるバタラの歩行能力の脆弱性を補うため、肩に装備した半円状のスパイク付き装甲と足首そのものである同じ形のスパイク付き装甲を、脚部の伸縮機能で連結させることで車輪状の装甲を形成、それを高速で回転させ車輪状の移動装置として用いるという形状をしている。頭部はバタラよりもシャープなデザインになっている。木星の衛星イオにおける戦いで使用され、その高い機動性を実証した。
コンセプトは、後にサーカスが開発するラロのライドボール、およびザンスカール帝国が開発運用するアインラッドなどの車輪兵器と酷似しているが、技術的な繋がりは明らかとされていない。
武器として、バタラと同型のビームライフルの他にドラムロールマガジン型の専用マシンガンが装備されている。
ヴァゴン(vagon)は、スペイン語で「貨車」を意味する。
劇中での活躍
衛星イオの攻防戦ではマザー・バンガードを囮にして渓谷内を通って基地を目指すCVの突撃部隊を止めるために多数投入された。また、ドゥガチがイオ基地を自爆させようとした際は、それを止めるために基地機関部に向かったクロスボーン・ガンダムX1を妨害するため、専用マシンガンを装備した3機が戦闘を仕掛けている。

#### クァバーゼ
木星帝国をゲリラ活動で悩ませていたクロスボーン・バンガードのクロスボーン・ガンダムに対抗して開発された機体の1体。劇中のキャプションでは型式番号のVSXは「対クロスボーン・ガンダム（Xガンダム）」とルビがふられていた。
木星帝国は地球侵攻を目前として抵抗を続けるクロスボーン・バンガードとその主力であるクロスボーン・ガンダムに対してかなりの警戒心を抱いていた。そのため次期主力MSの試作機を転用して、対クロスボーン・ガンダム用のMSを作り上げた。しかし、それは工業力に劣る木星帝国にとっては至難の業であり、結局「攻撃・防御・機動性」の3つの能力を3機のMSに分散、小隊単位で1機のクロスボーン・ガンダムを倒すというコンセプトが考えられた。それが「死の旋風隊（デス・ゲイルズ）」であり、カスタムMSを与えられた特殊チームである。
クァバーゼは攻撃を担当する機体で、指揮官向けの高機動射撃戦用MSとして開発されていた機体を元にしている。本機の特徴は、両腕に装備する「スネークハンド」という格闘武器である。これは長大な触手状のアーム・マシンウィップの先端に、丸鋸状のビームサーベルであるビーム・ソーを装備させたもので、ビーム・ソーは展開面積を広げることでビームシールドとしても転用可能な高出力を持つ。さらに円環状のビーム部分を飛ばして攻撃することすら可能である。
クロスボーン・ガンダムは接近戦を得意とするが、スネーク・ハンドはクロスボーン・ガンダムの持つ接近戦用武器の有効範囲の外側から一方的に攻撃が出来るリーチの長さを持ち、それを避けて接近戦を仕掛けることは非常に難しく、更にクロスボーン・ガンダムの防御装備であるABC（アンチ・ビーム・コーティング）マントはビーム・サーベル系列の武装にはほとんど効果がないため、優位に立つことができる。
頭頂部には大型のメガ粒子砲を装備しており、簡易MA形態に変形することで本来の開発コンセプトである高機動ビーム戦モードへと移行が可能。
劇中での活躍
対クロスボーン・ガンダム部隊「死の旋風隊」の隊長であるギリ・ガデューカ・アスピスの機体として登場。機動性のあるアビジョが牽制することでクロスボーン・ガンダムの足を止め、防御力のあるトトゥガが射撃攻撃を完全に防御することで、本機が接近戦に専念できるフォーメーション攻撃を行う。木星から地球への移動中に行われた初戦ではキンケドゥ・ナウの乗るクロスボーン・ガンダムX1の両腕を切り落とすことに成功しているが、母艦がダメージを受けたため止めを刺さずにそのまま撤退している。
地球上でクロスボーン・ガンダムX3と戦った際には地球の重力に不慣れだったことと、敵パイロットがトビアであったことを侮りMAモードに移行して砲撃戦を行ったが、その事がきっかけで三位一体のフォーメーションが崩れ各個撃破を許してしまい、部下の乗る2機を破壊される。その後、トビアの救援に駆けつけたクロスボーン・ガンダムX1改と1対1の戦闘に入るが、X1改に新たに装備されたスネーク・ハンドよりもリーチの長い武器「スクリュー・ウェッブ」によって敗れ去る。

##### 量産型クァバーゼ
地球圏到着後の木星帝国の主力として指揮官用に投入された機体。
ギリが乗っていた「死の旋風隊」のクァバーゼを本来のコンセプトどおり指揮官向けに量産したもの。外観はギリ機とは大差は無いが、スネーク・ハンドは左腕にのみ装備され、右腕には専用のビームライフルを持っている。宇宙空間での巡航中にもスネーク・ハンドを畳んだのみのMS形態を取っていることから変形機構はオミットされているものと思われ、代わりにバタラ同様の脚部を縮めた高機動モードでの戦闘が確認される。
劇中での活躍
地球との決戦前にしたドゥガチの演説の際に木星軍の全軍が見渡せるシーンにおいて複数機が配備されて登場。
木星帝国との決戦時にはカラス率いるニュータイプ部隊に配備され、トビア・アロナクスの乗るクロスボーン・ガンダムX3と交戦しているが、全機撃破された。
『鋼鉄の7人』ではハリソンが作業機の名目で地球連邦軍が鹵獲していた1機をスピードキング（イカロス）回収現場に運んでくる。ギリが搭乗し影のカリストとの戦いに使ったが、その際に破損。この機体以外にもクァバーゼが鹵獲されていた様子だが、ギリ曰く「ろくなクァバーゼが残っていなかった」と発言しているため、戦闘に耐えうる機体ではなかった模様で、ギリは最終決戦ではビギナ・ギナIIに搭乗している。

#### アビジョ
クァバーゼと同様に「死の旋風隊（デス・ゲイルズ）」へ配備された1体。ローズマリー・ラズベリーの専用機として、開発中だったアラナを転用して造られた機体で対クロスボーン・ガンダム用の「機動力」を担当するサポート役になっている。
機体は10m前後とこの時期のMSの小型化に拍車をかけるような小型機である。高機動スラスターを用いるクロスボーン・ガンダムに対し速度で優位に立つために武装や装甲は犠牲とされ、機動性のみに特化された機体となった。頭部はエレバド並のセンサーヘッドで、これは高速移動中でも敵機を捕捉できるように装備されたものであり、高機動MSであることを物語っている。更に小型ゆえに目視で捕捉されにくく、低出力のため排熱が少ないなど、ステルス性が高くなっている。
武装は右肩に装備された硬質の針を速射する実弾火器「ニードル・ガン」のみである。これはジェネレーター出力の関係上クロスボーン・ガンダムに致命傷を与えられるほどの出力を有したビーム兵器の搭載が難しいと考えられた為の措置である。だがニードル・ガンは致命傷は与えられないものの、クロスボーン・ガンダムの装甲を大きく陥没させることで劣化・弱体化させる威力があり、実弾ゆえにアンチ・ビーム・コーティングマントの影響を受けず逆に除去できるなど無視できない損傷を与えられ、敵の牽制には充分であった。
この機体の役割は速度で敵を攪乱し、防御力をじわじわ削ることである。また、機動力に加えてステルス性や高精度センサーにより、戦闘中のデータ収集や索敵も担うようになっている。
アビジョ (Abeja) は、スペイン語で蜂を意味する。
劇中での活躍
作中ではザビーネ・シャルの反乱に乗じてマザー・バンガードを襲い、キンケドゥ・ナウの乗るクロスボーン・ガンダムX1にダメージを与えている。また地球上においてはトビア・アロナクスの乗るクロスボーン・ガンダムX3を追いつめるものの、重力下のため機動性を発揮できず撃破されている。

#### トトゥガ
クァバーゼ・アビジョとともに「死の旋風隊」の1体。元々は重武装の遠距離支援機だったが対クロスボーン・ガンダム用の「防御」担当という本来の目的とは逆の改造をされ、バーンズ・ガーンズバック大尉の専用機になった。
武装は両腕のハンマー・ハンドと背部のトゲから放つビーム砲のみである。ビーム砲を放つ時は敵に背中を見せる格好になってしまう。しかし、背面に装備されたビーム・シールド発生器は高出力の機体の全エネルギーが注がれ、戦艦のビーム砲の直撃にも耐えうるとされており、実戦においても通常のビームシールドを容易に切り裂くビーム・ザンバーはおろか、ペズ・バタラのビーム・アックスすら完全防御することに成功している。トトゥガの役割は並み外れた攻撃力を持つクロスボーン・ガンダムの武装の無力化であり、百戦錬磨のバーンズ大尉がその任につかされた。
主な武装であるハンマー・ハンドは、その名のとおりマニピュレーター自体が槌状の格闘武器となったものである。ヘッド部が攻撃時にドリルのように高速回転し破壊力を増加させる以外はシンプルな打撃武器だが、トトゥガの機体重量と強固な装甲そのものを武器とするため威力は強大そのもので、硬化液で捕獲したバタラに叩きつけた際には、バタラが真っ二つにへし折れた。
この機体独自の装備としては、「高速硬化ガス」（バーンズは「硬化液」と言っており、描写もゲル状）がある。多重構造の装甲内部に封入された、噴出すると瞬時に固まる物質で、これは格闘戦時に敵MSの攻撃を受けて装甲を損壊しても内部からガスを噴出/即時硬化する事で敵MSを捕え身動きを封じた上で撃破する為である。格闘戦を主とするクロスボーン・バンガードの戦闘スタイルに特化した装備であると言える。また、装甲の強度自体もきわめて高く、ガスで捕らえたバタラを破壊する際には自機もろともハンマー・ハンドを叩きつけたが、トトゥガは全く傷ついている様子がなかった。
トトゥガ (Tortuga) は、スペイン語で亀を意味する。
劇中での活躍
劇中ではザビーネ・シャルの反乱に乗じてマザー・バンガードを襲い、クロスボーン・バンガードの鹵獲バタラ1機を硬化ガスを利用して撃破し、キンケドゥ・ナウの乗るクロスボーン・ガンダムX1の攻撃を完全に防いだ。しかし劣悪な機動力を看破され、窮地を脱する一手段として利用されている。また地球上においてはトビア・アロナクスの乗るクロスボーン・ガンダムX3を追いつめるものの、硬化ガスを逆手に取られ自らの身動きを封じられた上で撃破されている。
『鋼鉄の7人』ではサナリィによって修復・改造されたバーラ・トトゥガとして登場する。

#### ディオナ
型式番号EMS-08。帝国内宣伝用にバタラを改修したMS。デモンストレーションを目的としているために女性を思わせる細身に造られている。頭部も彫刻のような女性の顔になっているが実際はただの飾りであり、その上にある縦長帽子のように部分にセンサー等などが設けられている。
宣伝用機体のために武器はバタラと同じビームライフルしか装備しておらず、また、この年代のMSでは珍しくビームシールドを装備していない。性能自体は指揮官機であるエレバドと同程度の能力を有するとされており、背部のシェルフ・ノズルもエレバド同様に4基備えている。
劇中での活躍
地球圏での連邦軍との共同の海賊軍掃討作戦の際に、クラックス・ドゥガチの娘であるテテニス・ドゥガチ（ベルナデット・ブリエット）がエレゴレラで出撃する際に随伴して出撃。
もともと帝国内宣伝用のため部隊の全員が女性兵士（ゲームなどでは男性兵士）で構成されており、本人たちもそれを自覚しているようで積極的に戦闘を行なおうとはしていなかった。そのためか、ほぼ素人のトビア・アロナクスの駆るクロスボーン・ガンダムX3の動きにたじろぐばかりであっさり撃破されている。

#### アクシリオ
木星帝国軍のMS支援用補助兵器（サブフライトシステム）として開発・生産された機体。型式番号は不明。単行本のメカニック解説ではMAに含まれている。
MSの攻撃能力を強化を目的としており、大型のメガ粒子砲一門を艦首に装備し、魚雷状の機体に1体ないし2体のMSがまたがって乗るというメガライダーに似たコンセプトになっている。そのため、移動砲台として使用されたケースが多いらしい。

#### ソステード
木星帝国軍のMS支援用補助兵器（サブフライトシステム）として開発・生産された機体でクロスボーン・バンガードは「エイ」と呼称している。型式番号は不明。単行本のメカニック解説ではMAに含まれている。
MSの移動力と運搬力を強化を目的とし、エイと鏃を掛け合わせたような形をしている。機体後部の両側面部と中心部の尾にあたる部分を繋ぐ形でバーが存在しており、運搬されるMSはそのバーに掴まって移動する。
また、背部には砲座を取り付けることができ、MSが背部に搭乗して使用することで移動砲座とすることもできる。

#### カングリジョ
簡易生産版のMAであり、蟹のような外観が特徴である。双胴の本体の片方にジェネレーターを詰め込み、片方に戦艦をも撃破できるメガ粒子砲を搭載している。このシンプルな構造によって、火力に対して非常に低コストに量産が可能である。
大型の作動肢である二本の腕には姿勢制御スラスターがつけられ、機動性を高めている。クローが装備されているため格闘戦も可能だが、機体サイズもあって得意ではないようである。
カングリジョ (Cangrejo) は、スペイン語で蟹 (Crab) を意味する。
劇中での活躍
早くから登場したわりにはゾンド・ゲーの片足を吹き飛ばした程度で終わっている。とは言え、メガ粒子砲でクロスボーン・ガンダムX1のABCマントを一撃で吹き飛ばしている。イオの戦いにおいてもエレバドと共に5機がマザー・バンガードの攻撃に参加している。地球侵攻作戦発動の際にも数機が登場しているシーンが1コマだけあるため、地球圏に持ち込まれた機体があることは確かなようである。
クロスボーン・バンガードでは「空飛ぶ（スカイ）ウィンク」と呼称している。

#### エレファンテ
木星帝国のMAとして作中ではカングリジョの次に登場している。木星の衛星イオに木星帝国の本拠地があると知ったクロスボーン・バンガードによりイオ基地が襲撃された際に、最後の強敵として現れたMAである。
機体は大型だが作動肢は「フレキシブル・ノーズ・キャノン」と呼ばれる自在に曲がるチューブ状のビーム砲のみで手足に相当するものは無く、宙に浮いて戦闘を行なっている。また機体上部にメガ粒子砲塔を5基備えている。これはサイコミュで分離・誘導が可能なビットであり射出すれば巨大な本機の死角を減らすために役立つ。このビット自体にはビーム砲口1つしか無く、コネクタ部分は魚の骨のような細い構造物のみであり、地球の1/5弱とはいえ重力のあるイオでなぜ浮くのか、方向転換が可能なのかは不明である。
本機はサイコミュを搭載したニュータイプ専用機である。強力なジェネレーターを用い大型のメガ粒子砲にエネルギーを供給する一方で機体をIフィールドで保護する移動要塞的な側面も持っていた。クロスボーン・バンガード（しかも木星帝国製MSを数多く使用した状態）に撃墜されたために性能が疑問視され、以降の開発は進まなかったようである。実際これ以降の劇中では、いわゆるビットもしくはファンネルのような兵器を搭載したMS、MAは最終決戦MAディビニダドと『鋼鉄の7人』のコルニグス及びディキトゥスを除いて存在しない。
エレファンテ (Elefante) は、スペイン語で象 (Elephant) を意味する。
劇中での活躍
作中ではクロスボーン・バンガードがイオを攻めた際の拠点防衛用として登場、フレキシブル・ノーズ・キャノンとビットの攻撃でクロスボーン・バンガードを苦しめている。ペズ・バタラで参戦し、ニュータイプに目覚めつつあったトビア・アロナクスによってビットを踏み台にされ、Iフィールドをビームアックスで突破されたところを撃破されている。

#### エレゴレラ
完全自律型を目指して開発されたMAであり、本来パイロットは不要。操縦はクラックス・ドゥガチの1人（バイオ・コンピューター）が行なっている。形式的にパイロットを乗せたため、木星帝国の一般兵士はテテニス・ドゥガチ（ベルナデット・ブリエット）が操縦していると認識している。
MAからMS形態に簡易変形する事ができる。機体は大型で、この当時のMSの2倍程度の大きさである。尖ったラグビーボールのような本体に全周式のモノアイシールドを持ち、MA形態では機体先端、MS形態では左肩に相当する部分に3本のスパイクを持つ。
機体下部に2本の作動肢を持つとともに外観の大きな特徴となっているフレキシブル・テール・キャノンを持つ。これはエレファンテを参考に開発されたもので、自在に動く第3の手としても、強力なビーム砲としても使用できた。比較的ユニット構造になっているようで、機体先端部に内蔵された3連メガ粒子砲部分をマニピュレーターで延長して打突兵器としても運用している。制御ユニットでもあるバイオ脳の性能のためか分析・解析能力にもすぐれ、クロスボーン・ガンダムX3が持ち出したムラマサ・ブラスターのセーフティを解いて自ら使用した。
唯一弱点と言えるのが、機体のペイロード不足で汎用兵器を携行できない、という点である。このため親衛隊と称する随伴のディオナ部隊から武装を受け取っていた。
デザインは一般公募により、当時アマチュアだった海老川兼武（後の『機動戦士ガンダム00』メカニックデザイナー）が応募し採用されたものである。木星軍の機動兵器はスペイン語や英語でそれぞれモチーフとなった生物の名が与えられているが、エレゴレラのみ完全な造語である。海老川自身が、新装版コミックの巻末インタビューにて「エレファンテになぞって“エレ”を加えた名前を付けた」と語っている。
劇中での活躍
地球圏にたどりついたクロスボーン・バンガードに対して木星帝国と地球連邦軍が共同で掃討作戦を行なった際に出撃、配備されたばかりのクロスボーン・ガンダムX3で出撃したトビア・アロナクスと交戦、撃墜されている。なお、搭乗していたテテニスは撃墜前にトビアにコックピットごと奪い取られている。

#### ノーティラス
MAの中でも初期に作られた旧式の機体。ノーティラス (Nautilus) は、ギリシア語で「水夫」「船」、ラテン語では「オウムガイ」を意味する。
名前のとおりオウムガイのような外観を持ち、大型のジェネレーターと大口径のメガ粒子砲1門を搭載したシンプルな構造で、火力に優れている。また、機体下部から上部に巻き込むような形で収納されたアームが存在し、先端の3つの指からビーム・クローを出して接近戦も可能。
木星戦役の最終決戦では特殊工作員ディミアン・カラスは自身の趣味によって改造を加えて専用機として使用。メガ粒子砲口側面からモビルスーツを簡単に両断する威力を持つ高振動ワイヤー射出機を複数装備している。
劇中の活躍
地球における木星戦役最終決戦時に、量産型クァバーゼに乗るニュータイプ部隊を率いて登場。本来は死の旋風隊の隊長であるギリが隊長だったが、死の旋風隊が地球で消息不明となったため、教官であるカラス自らが出陣した。ワイヤー攻撃と教え子たちとの連携によってトビアの乗るクロスボーン・ガンダムX3を追い込むが、怒りによってニュータイプ能力を爆発的に開花させたトビアによって敗れ去る。
『スカルハート』のU.C.0133「星の王女様」では一般兵の乗る機体が複数登場。アームに装備されたビーム・クローでクロスボーン・ガンダムX1と接近戦を行っていた。
モナーム
『LOVE&PIECE』に登場。U.C.0103年時にカラスとクォ・グレーが搭乗していた機体。ノーティラスの原型機であり、この当時ではモビルアーマーではなく大型の作業ポッドという分類に入る。後部のベイロードは容量が多く、本来の用途はコロニーなど大型建造物の作業用だが、カラスの手でベイロード部分には全て高振動ワイヤーが積み込まれている。他の武装としては溶接用のビーム砲を装備する。なお型式番号は当初は無く、地球侵攻作戦時に新たに「JMW-07」と設定された。劇中では連邦軍基地を破壊し、「生徒」として見込みのある少女を連れ去ろうとするが、少女の抵抗やガンプの援護もあり撤退する。

#### ディビニダド
クラックス・ドゥガチの切り札として開発された巨大MAであり、ドゥガチとその人格をコピーした有機コンピュータにより制御されている（有機コンピュータは9体存在したがイオ基地で1体、エレゴレラ撃墜で1体が失われている）。巨大な機体は連邦軍のクラップ級巡洋艦を腕の一振りで撃沈できるほどのサイズと堅牢さを誇り、大型マニピュレータのクローでさえ戦艦のブリッジ以上の大きさがある。
この機体は、操縦技量の伴わないクラックス・ドゥガチ（推定年齢90歳以上）でも充分に地上を破壊できるように、過剰なほどの核武装がなされている。加えて巨体を稼働させるために、核融合炉を全身にいくつも持っており、たとえ1機でも地上で誘爆すれば地球環境に甚大なダメージを与えるとされる。機体数は全10機。
ディビニダド (Divinidad) は、スペイン語で神 (Divinity) を意味する。
武装
核攻撃にこだわったため武装は多くないが、火力は絶大である。センサー部と対になった中型メガ粒子砲1門、頭部が展開して発射される超大型メガ粒子砲1門、そして胸部には10基以上にも及ぶ大量の核ミサイルが搭載されている。Iフィールド発生装置は備えておらず（一部ゲームでは装備）、両腕に2対のビームシールドを装備している。また、戦艦の長距離ビームを問題にしない強固な装甲で機体が覆われている。
フェザー・ファンネル
使い捨て式のフェザー・ファンネルを大量に搭載した羽根型のコンテナ4基を装備している。フェザー・ファンネル・ユニットは、完全に使い捨てのファンネルでビーム攻撃の他にフェザー・ファンネル自体を直接ぶつける攻撃方法もある。この装備によって大型MA共通の弱点である敵MSの近接攻撃に対処している。
劇中での活躍
木星戦役の終盤にて8機が出撃し、有機コンピューター制御の7機が敵を引き付けている間にクラックス・ドゥガチ本人の駆る1機が地球に降り、洋上でクロスボーン・ガンダムX3で出撃したトビア・アロナクスと交戦、機体と引き替えに大破させられている。後に援護に来たクロスボーン・ガンダムX1改によってコックピットが破壊され、機体は海中に沈んだ。全機が地球降下を目指せば阻止はより困難であったろうが、地球環境の破壊を自らの手で行うことにドゥガチが強く拘ったことが結果として失敗に繋がった。
残った2機の内、1機は木星の衛星に保管されていたが、サーカス団長であるクォ・グレーが高値で売り飛ばす目的で秘匿し、その後サーカスの一員であるコーシャが搭乗し、大型モビルアーマー「カオスレル」との格闘戦を演じた（この際、キゾ中将の乗るモビルスーツ「ミダス」のミダス・タッチ・フラッシュシステムに対抗する為に額センサーにリア・シュラク隊のVガンダムの頭部を移植、光信号によるコンピュータ・ウィルスの送信を防ぐ措置が取られている）、カオスレルを沈黙させるも自身もダメージがひどく、加速を続ける「林檎の花」から離れ、爆散した。
最後の1機については、『X-11』にて木星共和国のタカ派の本拠地オリンポスの動力炉として使われていることが明かされた。

#### スマシオン
地球と木星中継ステーションの間を航行する惑星間旅客船。表向きは地球と木星の交換留学生制度のために使用されていたが、実際には乗員はほぼ木星帝国の人員なっており、工作員や毒ガスといったものを地球侵攻の準備のために持ち込むことに使われていた。なお、木星コロニーと木星中継ステーションに同型艦が存在している。

#### ジビア
木星帝国が開発した「モビルシップ」という独自のカテゴリーに属する特殊な宇宙戦艦。
全長約300m。外観はイカを彷彿とさせる姿をしており、艦首の100m近い長さのクロー状捕獲アームが特徴。船体外側左右に大型一対と船体中央上下に小型二対を備え、これらは虫のハサミのような可動肢として機能し、相手に噛み付いて敵艦を物理的かつ強引に捕らえることが可能。他の武装は艦首部上下の主砲2基、船体上部に2基と下部に6基装備する連装砲。
非常に高い推進力および航続距離があり、地球に向けて惑星間航行の最中のジュピトリス9から発進してその後自力で帰艦が可能であるほどである。

#### カマローニ
木星帝国の戦闘艦。体を「つ」の字に折り曲げたエビやザリガニの様にも見える特異な船体が特徴。
上部にブリッジと砲撃システム、下部にMSの収納デッキを備える。両サイドの細長い部分はエンジンブロックとなっている。武装は艦首上部の連装対空砲1基、対空砲の後部に背負い式に配置された連装砲2基、両サイド先端の大型砲2基。当初は船体を上下に切り離す自動分離システムも搭載される予定であったが、帝国上層部の「資源を無駄にしない」という方針を受けて採用は見送られた。
衛星イオの基地における防衛戦の際などに戦力として使われている。なお、『X-11』にて設定が明かされるまでは名称が不明であったため、ゲーム「SDガンダム GGENERATION」シリーズに登場した際は「木星帝国軍戦艦」名義となっていた。

##### レクイエム
『X-11』に登場。カマローニ級戦闘艦を大改修した「木星葬送船」。木星共和国のタカ派（オリンポスの下僕）を誘き寄せるため、カーティス・ロスコの偽の葬儀を行うという作戦に使われた。元のカマローニには船体分離機構は無いが、切り離しができるようカーティスの手で爆発物が積み込まれている。非武装であり、その分居住区画は広い。

#### ジュピトリス9
木星帝国が運用する惑星間航行艦。衛星イオの基地が陥落後、クラックス・ドゥガチが乗り込み地球侵略の旗艦になる。コロニーに匹敵する巨大な船であり、乗員として木星帝国の指揮官や兵士はもとより一般市民も多数乗っている。また、内部の施設にはMSやMAを開発生産できるプラントや犯罪者を公開処刑するためのコロシアムなどが存在している。
外見からは分からないが第8、第9ブロック間が構造上の問題で脆くなっており、木星戦役終盤でクロスボーン・ガンダムX1及びX3に小型の核弾頭を撃ち込まれ大破している。
なお、ゲーム『第2次スーパーロボット大戦α』には同じく木星帝国所属として同型艦の「サウザンスジュピター」が多数登場しているが、これはゲーム独自のものである。『F91』に登場予定だった同名の「サウザンス・ジュピター」という艦船があるが、それとはデザインも異なる。

### 地球連邦軍

#### 133式ボール
型式番号RB-133。地球連邦軍の量産型F91の部隊に同時に配備されていた戦闘ポッドで、一年戦争のボールの後継機。外見上は3連装になったキャノン砲が特徴。兵士からの通称は「ハイ・ボール」。F91はコストが高く、サポート役としてボール系が見直され、部隊に配備された。だが、評判は芳しくなかったという。
当初は「クロスボーン・ガンダム」作品中には名前を含む設定は存在しておらず、活躍も特に見られなかったが、ゲーム『GジェネレーションF』で「133式ボール」という名称が設定され、文章設定もこの際に初めて公開された（なお名が示すような0133年製という記述は無い）。後々に「機動戦士クロスボーン・ガンダム メカニック設定集」で改めて設定が描かれた。

### その他

#### ザクラオ
型式番号MS-006。木星帝国との決戦時に地球連邦軍の援軍に駆け付けたコロニー軍のMS-06 ザクIIに似た意匠のMS。生産はプラントを持つコロニーで行れている。小型MS化に成功しており性能も高い。両肩に固定武装としてビームスパイクを装備しておりビームマシンガンを携帯する。登場時には正式名称や機体設定は公開されていなかったが、後に作者のアシスタントが出版した同人誌にて設定が公開された。

#### ヘビーガン（テキサス仕様）
木星帝国との決戦時に地球連邦軍の援軍に駆け付けたコロニー軍のMS。

## スカルハート
この節では『機動戦士クロスボーン・ガンダム スカルハート』で新たに登場したものを述べる。

### 木星帝国残党

#### アラナ・バタラ
アラナの開発段階で実験機として作られたバタラの改修機。バタラにアラナと同型の蜘蛛の脚のようなフィンノズルを施したバックパックを装着し、機体バランスの実験に使用された。
後に木星帝国残党の手でワイヤーを射出して敵機を束縛するストリング・ガンと、ムラマサ・ブラスターを模した7本のビームサーベルを側面に並列装備した剣型の格闘武器のモゾー・ブラスター（名称はゲーム『SDガンダムGジェネレーション・スピリッツ』よりで文字通り模造から来ている）が追加された。

#### アラナ
木星戦役後に木星帝国残党が主力として使う機体。元々は木星帝国軍が木星戦役中に後期量産計画機として開発を開始するも戦後になって完成したMS。
木星帝国の物資不足のためか、機動性を高め被弾率を下げるためかは定かではないが、Sサイズフレームと呼ばれる新しい内部フレームを採用しており、全高10m前後の小型サイズのMSになっている。
武装としては機体の全長に匹敵する大きさのビームライフルを右肩に、ビーム・サーベルを左肩に装備している。ビーム・シールドの有無は不明。
また、背部に蜘蛛の脚のようなフィンノズルを持った大型バックパックが採用されており、機体の機動性と航続距離を高めていた。
『鋼鉄の7人』にはエウロペ追撃部隊のリーダーが搭乗する指揮官機や木星レジスタンス機といったカラーバリエーション機が登場しており、このうち指揮官機は追加武装としてモゾー・ブラスターを装備している。
アラナ（araña）は、スペイン語で蜘蛛を意味する。
劇中での活躍
U.C.135「海賊の宝」でカマーロ・ケトル率いる木星帝国軍残党の主力として多数登場。
『鋼鉄の7人』では物語序盤に新総統カリスト兄弟率いる木星帝国軍のエウロペ追撃部隊が使用。木星圏のコロニーレーザー「シンヴァツ」の防衛戦力としてバタラと共に大量に配備されている。

##### ヌエボ・アラナ
『X-11』に登場。アラナの後継機で、『X-11』の時代から約10年程前にイオも搭乗していた。質量は原型機と比較して85%まで削減され、輸出用の機体であるウォズモと同量の資材であれば9機分を生産できるという。全体的な性能は高くないものの、強化人間であるイオの操縦技術によりカーティスを苦戦させている。本拠地オリンポスには40機近くが配備されており、カーティスや離反したイオとの戦闘に投入された。

#### アマクサ
木星帝国の新型MS。本編においてザビーネが木星帝国へ寝返った際にもたらされたクロスボーン・ガンダムX2のデータを基に、木星帝国の技術力によってクロスボーン・ガンダムを再現した機体である。「ジュピターガンダム」とも呼ばれている。
X2改の場合と同様に、木星帝国の技術不足により完全な再現ができず帝国独自の技術で補われた箇所が多く、4基あった背部可動スラスターは上部2基に減らされて代わりにバタラのように大腿部に大型スラスターを装備、頭部はガンダムヘッドに似せているものの、デュアルアイからデュアルアイ風のカバーをつけたモノアイに変更されるなど外見の印象が大きく変化し、一見するとX2のコピーだと分からなくなっている。更に小型化も困難であったことから、全高18m級という当時としてはかなり大型の機体になった。
それでもスペック上ではオリジナルのX2を上回る性能を持たせることに成功し、初登場となった『最終兵士』ではその性能を認められてアムロ・レイの戦闘データを持つバイオ脳の搭載機として用いられた。武装として、ビーム・ライフル、ビーム・サーベル、普段は2パーツに分割された鎖鉄球とハサミが装備された巨大な実体盾がある。
『鋼鉄の7人』では量産化され、有人機として登場している。こちらは実体盾が撤廃され、代わりにビーム・シールドを使用する。だがバイオ脳搭載機のような速度は発揮できず、最終的に全て撃破された。『X-11』においてもオリンポスの下僕の本拠地に2機が配備されていた。

### その他

#### バルブス
エピソード「猿の衛星」に登場する、ジオン公国軍の試作型MS（型式番号：MS-06MS）。
ザクIIの派生型の一つで、一年戦争中にジオン公国のある高官が地球へ降下した際（トビア・アロナクスらはガルマ・ザビを想像していたが詳細は不明）、類人猿にMSの操縦を仕込むことを思いつき開発されたものである。操縦者である猿という生物の性質上、前肢だけでなく後肢も使用して操縦可能なため、脚部もマニピュレーターへの換装が行われている。また、マグネット・コーティング処理やジェネレータの強化によりゲルググ用のビームライフルを同時に4つ使用可能。とはいえこの実験が行われていたのは宇宙世紀0080年代前半であり、機体の技術水準もその当時のままである。なお、型式番号末尾の「MS」は、「モンキー・スペシャル」の略。
実に50年近く前の機体でありながら、ハリソン・マディンが搭乗する量産型ガンダムF91を追いつめる驚異的な戦闘能力を発揮。しかし、バナナに偽装したABCマントに気を取られた隙に、F91とX1（スカルハート）によって撃破された。

## 鋼鉄の7人
この節では漫画『機動戦士クロスボーン・ガンダム 鋼鉄の7人』で新たに登場したものを述べる。

### 木星遊撃隊
ミノル・スズキが提唱した対「神の雷計画」作戦『鋼鉄の7人』で編成されたMSチーム

#### ビギナ・ギナII（木星決戦仕様）
旧大戦時に鹵獲されたビギナ・ギナIIをギリ・ガデューカ・アスピス専用に調整したMSである。
光のカリストとの戦闘で四肢を失うもコロニーレーザー・シンヴァツに特攻し、その射線を狂わすことに成功する。

#### アラナ・アビジョ
鹵獲したアラナにジュピトリス9から回収したアビジョの頭部パーツとトトゥガが重火力支援機の予定だった際に造られたキャノン砲を取り付け、遠距離援護用のMSとして改修した機体である。その武装のせいか機体バランスは劣悪であったらしく、劇中では支援メカ「ノッセル」とペアで運用されている。搭乗者はローズマリー・ラズベリー。

#### バーラ・トトゥガ
クロスボーン・ガンダム本編で撃破され、放置されていたトトゥガをサナリィのスタッフが回収、レストアした機体である。外見上の変化は少ないが、先の戦闘で内部構造はほぼ破壊されており、改修というより「ガワだけ再利用した総取っ換え」と書いた方が適切である。
パイロットはバーンズ・ガーンズバック。バーラ (bala) とはスペイン語で弾丸の意。
木星での決戦に合わせ、両腕のハンマーハンドがジュピトリス9から回収したトトゥガが重火力支援機の予定だった際に造られた二連装ビームキャノンアームに換装されているのが最大の特徴である。また、左肩にマシンキャノンが装備されている。

#### アンヘル・ディオナ（木星決戦仕様）
エウロペが救助された際に一緒に回収されていたアンヘル・ディオナを改修した機体。
背部のX型のスラスターを翼のような大型スラスターに変更し、フォールディングアーム付きのウェポン・コンテナを肩背部に装備、スピードキング（イカロス）から移植されたミノフスキー・ドライブ・ユニットのコントロールユニット兼作戦指揮機となる。また、光のカリストによる搭乗者のエウロペへの一方的な精神感応による読心を防ぐために、ニュータイプ研究所の過去の資料を基にサナリィが製作した脳波遮断機を装備している。
武装はバタラと同じビームライフルとX1フルクロスの装備であるピーコックスマッシャーを使用している。
劇中での活躍
最終決戦時にコロニーレーザー「シンヴァツ」に対し光の翼を発生させたままミノフスキー・ドライブ・ユニットを実体弾のように射出するも、「光のカリスト」「影のカリスト」の操るディキトゥスにより握りつぶされ破壊される。
その後は肩背部のウェポン・コンテナで各機の武装補給も担当し、トビアのX1フルクロスを脱出させてコロニーレーザーと運命を共にするまで戦い抜いた。

### サナリィ

#### レコードブレイカー
サナリィ第2月面開発研究所で開発中のMSで、従来は戦艦サイズの機体にしか搭載できなかった「ミノフスキー・ドライブ・ユニット」を搭載した初のMSである。これにより既存のMSをはるかに超える機動性を得ることに成功している。
のちのV2ガンダムとは異なり、ミノフスキー・ドライブ・ユニットはV字ではなくX字状の4基となっている。開発にはオーティス、ミューラと呼ばれる人物が関わっているが、『機動戦士Vガンダム』に登場する同名のキャラクターとの関連は不明。理論上、地球-木星間をわずか1週間（150時間）で航行可能な性能をもつが、パイロットの居住性は考慮されていないため、食料やエネルギー・パックなどを搭載したオプション・ユニットが必須となる。なお、サナリィのスタッフにはMSに必要以上の高性能は好ましくないという意見もあり、上層部の評価もあまり芳しくない。
ミノフスキー・ドライブの搭載自体が開発目的であるため、本体フレームにF97（クロスボーン・ガンダムおよびフリント）のものを流用、パーツの75パーセントが共通となっている。この機体のためにF97用の部品もわずかながら製作されており、海賊軍残党が補給を受けている。武装はフリントの物が流用されている。頭部はゴーグル型センサーと「とさか」のようなパーツが後部に長く伸びた外観となっているが、連邦軍にプレゼンテーションをする際にはガンダムタイプのもの変更する予定とされる。カラーリングはオレンジと黄色を基調とする。
3機が製作され、月面にてテストをおこなうが、その情報を察知した木星帝国軍の襲撃を受け3機とも撃破される。機体データと予備パーツも研究所内に突入した別働隊によって破壊され失われるが、この際に資料の一部が木星帝国に強奪されており、のちにこれをもとにしたファントムが開発されている。

#### ノッセル
サナリィが試作したMS用サポートベース。船のような（水上航行も可能）本体に起倒式のハンドルが付いており、MS1機が立ったまま搭乗できる。劇中では（Iフィールドを装備したX1を乗せて）大気圏突入しているが、自力での大気圏離脱は不可能。ビーム砲4門を装備し、4人を収容できるキャビンもある。居住スペースもあり、神の雷計画阻止のためにイカロスで木星圏まで移動しようしたトビアたち7人のパイロットは、当初各MSのコクピットで一週間過ごす予定だったが、イカロスへノッセルを収容し、搭乗した事により居住性が格段に向上した。

### アナハイム・エレクトロニクス

#### スピードキング（イカロス）
木星帝国との戦いで沈んだマザー・バンガードのミノフスキー・ドライブシステムを搭載したサブマストの一部をアナハイム・エレクトロニクスが回収し、それを元に造られたMS。実際にはMSの背中にマザー・バンガードの帆を改造した巨大な翼が付けられただけの運用試験用の機体。スピードキングがAE社での正式名称であり、イカロスはサナリィが付けたコードネーム。そのためエウロペにイカロスと呼ばれるたびにローズマリーは訂正していた。
宇宙での試験飛行中に大気圏に突入してしまい不時着し、テストパイロットのローズマリーが逐電したため行方不明になってしまう。トビア達に発見・回収され宇宙に移動。その後、MS部分を外されたミノフスキー・ドライブ・ユニットがアンヘル・ディオナに付けられることになり、それ以後はミノフスキー・ドライブ・ユニットのみをイカロスと呼ぶようになる。

### 木星帝国 (鋼鉄の7人)

#### アンヘル・ディオナ
アラナのSサイズフレームを一部に採用し、胸部と太もも部分の新規パーツを変更するこで軽量化に成功した、ディオナの改良モデル。
旧型と同じくデモンストレーション機体であるため、ビームシールドといった実戦を想定した装備はされていない。また、武装については劇中において一切登場していない。
クラックス・ドゥガチの後妻であるエウロペ・ドゥガチが地球へと亡命中、木星軍追撃部隊に襲われ乗船する輸送船を脱出する際に搭乗していた。

#### コルニグス
アマクサで得られデータを基に、クァバーゼなど「死の旋風隊」のMSのデータなどを統合し、木星帝国製クロスボーン・ガンダムの完成形として生み出された可変型MS。アマクサとは違って培った技術を積極的にアレンジし総合性能を上昇させることを優先しており、外見にクロスボーン・ガンダムの面影は全く無い。その結果、アマクサから性能は更に向上して、オリジナルのクロスボーン・ガンダムを凌駕するスペックを持つに到った。
クァバーゼからの後継要素としてMA形態への可変機構があり、怪鳥のような特異な外見の高機動モードになる。可変機構は機体フレームの一部を回転させることで腕部と脚部の位置を入れ替え、脚部を伸ばして翼状にすることで行われる。このモードでの脚部は大気圏内の空力学的な翼やAMBAC作動肢としてだけではなく、内蔵されたスラスターごと方向や位置を移動させることで推進ベクトルを変化させ、高速かつ変幻自在な機動を可能としている（ただしこのような複雑な運用は本来想定外であり、影のカリストの卓越した操縦技術あっての戦闘機動である）。この「大型の可動式スラスター」というアイデアは、クロスボーン・ガンダムの背部に装備されたX字型の可動スラスターを発展させて作られたものである。
携帯型の武装はビーム・アックスを内蔵した専用のビーム・ライフルで、MA形態でもマニピュレーターで保持し使用できる。このマニピュレーター指先はビーム・クロー兼ビーム・マシンガン発射口になっており、腕部と脚部の入れ替え機構を活かしてあらぬ方向から斬撃を仕掛ける奇襲にも用いられる。MA形態では頭部内蔵のメガ粒子砲も使用可能で、クロスボーン・ガンダムのビームシールドを容易に貫通可能な出力をもつ。
コルニグス(cornix)は、ラテン語でカラス属の「ハイイロガラス」を意味する。

#### インプルース・コルニグス
コルニグスに大気圏内行動用オプション「インプルース・パーツ」を装着した重力下仕様。肩部アーマーおよび脚部スラスターに追加パーツを装着し、推力強化・空力調整することで宇宙空間と同等の機動性や操縦性を維持している。脚部パーツの先端には合計14基の小型フェザー・ファンネルポッドが収容されており、火力の大幅な強化にも貢献している。
コルニグスのように可変機構の一部を変形させることはできなくなっているが、怪鳥のようなMA形態は健在であり、MSと同様にMA形態もインプルース・パーツで強化されている。
インプルース・コルニグス(Implse Cornix)は「推進力を持つハイイロガラス」を意味する。
小型フェザー・ファンネル
使い捨てのファンネルで推力で無理やり飛ばすために大気圏内でも使用可能である。『SDガンダム GGENERATION WORLD』では小型フェザー・ファンネルから小さいビームの刃が出ており敵に対して斬り付ける攻撃もしている。

#### エルコプテ
2本の腕と3本の脚を持ち、直立形態では全高40mにもなる重力下用の可変MA。
上下逆転して脚部がローターに変形し、ビーム・ローターを併用して飛行する。空力学的なローターを併用するのは、当時のビーム・ローターは開発初期のまだ発展途上の技術であったため、後のサーカスのデスフィズやザンスカール帝国製MSと違ってビーム・ローターだけでは必要な揚力を出せなかったため、とされている。
「変形の際に上下が逆転する」という重力下では運用においても機体負荷の観点からも問題が生じる設計だが、これは1G以上の環境に関するノウハウが伝統的に無い木星帝国が「上下が反転するのは、（宇宙空間での認識では）向きが反転するだけ」程度の甘い認知しかなかったためとされる。一応、搭乗員の座席は変形に合わせて回転するが、身体を固定できない状態で乗り込んだトビアは上下に振り回されていた。また、緊急時に視界を確保するために操縦室の外郭部分を開放することも可能だが、作中で影のカリストが行ったように、操縦席以外の場所にいる者を機体外に放り出すこともできる。

#### ディキトゥス
木星帝国の新総統「光のカリスト」と「影のカリスト」が建造に関わったMSである。
コルニグスと同じく、木星帝国の次世代型MSで、その性能は地球圏製MSを大きく上回る。最大の特徴は、MS形態から、手を模したMA形態に変形できる点である。この形態では、四肢からのIフィールドバリアーを集中することによりビーム兵器を無効化でき、その強力な「握力」とでビームシールドと重装甲で防御するバーラ・トトゥガを握りつぶすことすら可能であった。唯一の弱点と言えるものは、MA形態時、背面までIフィールドが無いことだが、この機体の機動性を上回ることは出来ないと設計上問題にならなかった。本来、手の形状を模す必要性は無いが、これはカリスト兄弟の歪んだ精神性を反映したものとされている。
左右対称に2機生産されており、それぞれ「ユーリスディス・シニストラ・ディキトゥス」（ラテン語で正義さす左指）、「リーベルダス・デクストラ・ディキトゥス」（ラテン語で自由なる右指）とそれぞれ名付けられ、両新総統の乗機となっている（リーベルダスは弟・影のカリストの意識をコピーしたバイオ脳が操る）。これらの名称は総統専用機に冠せられた称号であり、ディキトゥスが正式な機体名である。白と紫のツートンカラーで塗られており、どちらも頭部側が紫となっている。
「ディキトゥス(Digitus)」は、ラテン語で「指」を意味する。
兵装
メガ粒子砲
遠距離戦は頭部（MA形態では親指）横のメガ粒子砲を装備。
小型フェザー・ファンネル
背部（手の甲）から射出されるフェザー・ファンネル。ビギナ・ギナIIに向けて放つが、スネーク・ハンドにより落とされている。
腕部ビーム・クロー
片腕自体が巨大なビーム・クロー発生器になっている。格闘戦は腕部に装備されたビームクローで対応する。
肩部サブアーム付属ビーム・ガン（2門）
また、頭部側の腕（人差指）は反対側の腕（小指）よりも巨大で、ビーム・ガンが2門備え付けられている。
大型ビームアックス
大型のブロードアックス型のビーム・アックスである。ユーリスディス・シニストラ・ディキトゥスが最後に装備したビーム・アックスは、クロスボーン・ガンダムX3の装備であるムラマサ・ブラスターと同じように複数のビーム発生器を並べたものだが、4つある発生器から1つのビーム刃が形成され、劇中ではクロスボーン・ガンダムX1フルクロスの装備するムラマサ・ブラスターの出力を上回り正面から破壊している。斧の穂先状の部分にビームライフルのような砲門がある。

##### ユーリスディス・シニストラ・ディキトゥス
兄の光のカリストが乗る機体である。左手を模したMAに変形する。
劇中での活躍
新生木星帝国の作戦「神の雷」の防衛の一翼としてトビアたちに立ちふさがる。連携により、シンヴァツ目掛け発射されたイカロスを握りつぶし破壊。ローズマリーのアラナ・アビジョが駆るノッセルを破壊、機体を中破させている。その後、ビギナ・ギナIIを2対1に持ち込んで戦闘不能まで追い込んだ。
デス・ゲイルズの撃墜後、トビアのクロスボーン・ガンダムX1フルクロスとの戦闘に移行。激闘の末互いの機体は中破しカリストは一旦退いたものの、ビームアックスを装備し護衛を引きつれて再び現れエウロペのアンヘル・ディオナに致命打を与え、フルクロスの主装備であるムラマサ・ブラスターを破壊し追い詰めるも、トビアの機転によりフルクロス肩部のIフィールド発生器を隠れ蓑にしたクロスボーン・ガンダムのブランドマーカーがビーム・アックスを破壊し、通り抜け様に機体胴体部を直撃。その直後シンヴァツの崩壊に飲み込まれる形で消滅した。

##### リーベルダス・デクストラ・ディキトゥス
弟の影のカリストの意識を宿すバイオ脳が乗る機体である。右手を模したMAに変形する。
劇中の活躍
主にMA形態で防御主体の戦闘行動を取る。バーンズ・ガーンズバックのバーラ・トトゥガのビームシールドを用いた体当たり攻撃をものともせずにシールド発生器を握りつぶし大破させる。その後、ミノル搭乗のF90Iの脚部及びシールドのスラスターを破壊し機動力を著しく低下させたが、援護に来たドレック搭乗のF91の最大稼動モードの機動力に翻弄され、機体背面へのヴェスバー直撃で致命傷を受けつつも撃墜するが、その直後にミノルのF90にショットランサーで串刺しにされる形で撃墜される。

#### モノボール
ボール同様作業用ポッドを転用した新生木星帝国の機動兵器。神の雷の防衛戦力として他のMSと共に大量に登場した。

## ゴースト
この節では『機動戦士クロスボーン・ガンダム ゴースト』で新たに登場したものを述べる。ただし、ザンスカール帝国所属機に関してはザンスカール帝国の機動兵器、ザンスカール帝国の艦船及びその他の兵器を参照。

### 新生宇宙海賊クロスボーン・バンガード

#### ドク・オック
神の雷計画後、「木星帝国」から「木星共和国」に変わった木星において、バタラの生産ラインを流用しコストを抑えて製造された平和利用を目的とした民間用MS。
バタラをベースにバックパックにチューブ型のスラスターノズルの追加、ゴーグル型センサーを頭部と一体化させる、両肩側面の装甲板の排除などといった機体の改修がなされている。また、軍事転用が出来ないようビーム出力などを意図的に抑えるなど制限も行なわれている。
ドク・オックとは「蛸教授」という意味。コミック巻末のバタラ・ハードローラーの解説中で初めて言及された設定であり、木星ではバタラと呼ぶものしかいないと解説され、実際に劇中でもバタラとしか呼ばれていない。

##### バタラ・ハードローラー
キゾ中将の「エル・ザンスカール帝国」との決戦時のバタラ（ドク・オック）のコードネーム。鹵獲したアインラッドに搭乗し、マリア・シティでの戦闘後に回収したラロのライドボールをシールドとして装備。総合的防御力はクロスボーン・ガンダムX-0フルクロス以上となっている。

#### ザクII（グランパ）
ズム・シティのズム特別戦争博物館に収蔵されていた、稼働するザクII。毎年終戦記念日にデモンストレーションを行っていた。ズム・シティから脱出する際にフォント・ボーが搭乗し、そのまま彼の乗機となる。70年以上前の旧式MSであることから、カーティス・ロスコは「おじいちゃん（グランパ）」と称している。
初出撃の際にバックパックにタンクのような装備が追加された。
機体サイズが18mクラスであり、宇宙世紀150年代のMS（15mクラス）とはそもそも規格が合わず、エンジン出力も現行機の2割程度であり、現行機の武装はおろか防御装備も取り付けられていない。搭載できるほどの改修を行うなら従来機を用意した方がよっぽど早いし安上がりだが時間的余裕もないため、そのまま使用されている。
機体サイズが大きいことを逆手にとり、敵との距離を誤認させて不意を突くという戦法が功を奏した場面もある。

#### ファントム
サーカスで2番目に認可の下りた機体。機体色は緑。正式な機体名は「ファントム」だが、フォントにより愛称として「ファントムガンダム」の名を与えられる。『ゴースト』の主人公機といえる存在でもあるため、書籍などでも「ファントムガンダム」として紹介されることが多い。後にクロスボーン・ガンダムX-0の補給用パーツを使って、後述の「ゴーストガンダム」に改修される。
フォントによると「まったく別々の技術で作られた機体のデータを組み合わせて作られた機体」である。その実態は、影のカリストがサナリィ襲撃時に入手したミノフスキー・ドライブ実験機である「F99レコードブレイカー」のデータと、木星製ガンダムである「アマクサ」のデータを掛け合わせて造られた「惑星間高速移動試験機」である。木星圏から地球への航行を目標に、いざというときは連邦に対する単独でのテロ攻撃も視野に入れた、木星の切り札として完成が望まれていた。
ミノフスキー・ドライブを搭載しているが、木星の技術ではMSサイズでのシステムは完全に再現できず、余剰エネルギーである「光の翼」の噴出が想定以上に不安定になってしまったため、全身に小型の光の翼の吹き出し口を増設（内圧軽減を兼ねたサブスラスターとなっている）し、強力なIフィールド発生装置を組み込む事で、無理やり光の翼を抑え込むという手段が取られた。しかし、不安定な光の翼とIフィールドがぶつかり合いさらに不安定になり、機体各所から展開する光の翼はまるで炎のように揺らめいて見える（通称「ファントムライト」）。木星製のMSでありながらツインアイ状のフェイスをしているのも、自身の発生するビーム粒子からカメラを傷付けないための配慮であり、カバーの下は通常のモノアイである。また、放熱問題が未解決であり、2段階のフェイスオープンによる強制排熱機構を搭載しても完全には放熱しきれず、ミノフスキー・ドライブのフル稼働は精々15分程度と予想されていた。応急処置として、全体を強制冷却するカートリッジが背部にセットされているが、これを用いてもさらに15分延長できる程度である。
上記のような開発経緯のため、この機体には本来の機体制御用のバイオ・コンピューターと、Iフィールド発生装置増設の際に組み込まれた木星製OSの二つの操作系統が混在している。しかし、上層部が開発を急がせたことによりバイオコンピューターの解析が不十分なままロールアウト、バイオコンピューターの立ち上げはできなかった（8カケのつりばし形のプログラムのピン配線が必要だが、最初期の理論のため木星側の技術者に知る者がいなかった）。最悪、木星OSだけでも通常起動はできると考えられていたが、実際は2種のOSの折り合いが悪かったため起動すらできず、封印されていた。
主武装は、腰部スラスター内に格納されているビーム・サーベル「フレイム・ソード」。刀身はファントムライト同様、Iフィールドによって炎のように揺らいでいる。ビーム・シールドのビームをIフィールドによって「流す」ことにより、その防御力を完全に無効化して攻撃するという、かつてのクロスボーン・ガンダムと同様の戦法を採ることができる。また、ビームを発振させずにデバイス部分を加熱させることでヒート・ソードとしても運用することができる。蛇の足による奪取後は、バタフライバスターBが新たに装備された。これは蛇の足の戦力不足を補うために、ブラックロー運送に製造を発注していたもので、X-0が使用しているバタフライバスターの設計コンセプトを元に最新技術でリニューアルしており、元のそれより12％ほど出力が上昇している。
先述の通り、本来の惑星間航行機としては失敗作であり、ミノフスキー・ドライブ搭載機としても同時代のV2ガンダムと比べると50％ほどの完成度である。しかし、ミノフスキー・ドライブ搭載機であることに変わりはなく、同世代の他MSと比べても高い機動性を有している。また、全身のIフィールド発生装置により纏っているIフィールドは"嵐"と形容されるほどで、ファントムライト発動中は近接武器、遠距離武器問わずビーム兵器に対して圧倒的防御力を誇る。その防御力はビーム・サーベルを掻き消し、ヴェスバーのビームをも拡散させ防ぐほど。このため、先述のフレイム・ソードと合わせて攻防共にビーム兵器に対して圧倒的アドバンテージを持ち、結果的に「対ビーム兵器特化機体」とでもいうべき機体となっている。

##### 蜃気楼鳥（ミラージュ・ワゾー）
ファントムに秘められていた巡航用のMA形態。「木星〜地球間の移動を視野に入れた機体として開発されたのならば、MSという形状はそれに適した物ではない」という点に気づいたフォントの解析により発見された形態で、その目的は「安定した長期飛行」の確保。推力を一方向に集中させることによりさらなる機動力を得ているほか、変形に伴うエネルギーの循環効率の改善、冷却問題の多少の改善によりファントムライトの展開時間も増している（と言っても元々不完全なものであるため、伸びても3分ほどではあるが）。
また、外見上航空力学を無視したような形状であり、大気圏内での飛行には向かないように見えるが、機体全体を覆うIフィールドが一種のバリア的な働きをするため、大気圏内での飛行性能もMS形態と比べて大きく上昇している。ファントムは元々その運用目的から可変機として設計されていたが、上記のとおりミノフスキー・ドライブにも問題があったため、開発者が途中で可変機としての運用を断念。可変機能は完成していたものの、腹部の変形機構に物理的なロックをかけて純粋な人型MSとしてロールアウトする事となった。そのため劇中での初変形時、フォントはフレイム・ソードのヒート・ソードモードで物理ロックを強引に破壊、この形態への変形を可能にした。上記の通り惑星間飛行を目的としたこの形態での加速力は不完全なものとはいえMS形態の比ではなく、迫って来たザンスカールの包囲網を一瞬で突破し、発射された核ミサイルを後方から追い抜くほどの速度を誇る。ただし最高速度で飛行した際は、パイロットにかかるG及び機体強度の問題から急旋回などはまず不可能となってしまう。加えてマリア・シティ防衛では、機体の加速度4.8Gがそのままフォント（パイロット）にかかってしまうという、慣性制御機能を用いることで20G加速さえ可能なV2ガンダムとは（ミノフスキー・ドライブの）完成度に如実の差が見られる。
この形態を想定してか、ファントムのコックピットブロックには独立水平システムが搭載されており、本体とのロックを解除することでどのような状態でもコックピットを水平に維持することが可能となっている。
なお、変形方法は、
1. フロントスカートを機首に見立て、バックパックを90°回転させる
2. 全開にした両脚の間に配置
3. それに伴って背中側に倒れた頭部を折り畳んだ両腕で隠す

というもの。ゾロなどの可変MSを保有しているザンスカール兵ですら困惑させた奇怪な変形方法である。

##### 劇中での活躍
サーカス母艦内に封印されていたが、フォント・ボーが脱出する際に木星製OSの不具合を解決して不安定ながら起動、その後バイオコンピューターの立ち上げに成功したことで完全に起動した。その圧倒的な対ビーム能力とミノフスキー・ドライブの出力により、パイロットとしては素人であるフォントでも熟練の傭兵と渡り合うことを可能とし、ガラハドを圧倒した。ミート・オブ・トゥーンでの戦いの後に蛇の足（セルピエンテ・タコーン）の所有機となり、その際、フォントにより「ファントムガンダム」のペットネームを与えられる。
ジャブロー降下戦では、暗号の解読が担当のフォント（解読には彼自作のAIハロロが必要だが、ファントム起動の際にファントムのコンピューター内から出すことができなくなってしまった為）と、彼の代わりに戦闘を担当するリア・シュラク隊のトレス・マレスが同乗して出撃。ただし、コクピットの規格が一般機と違ったためか、予備シートを搭載できず「ひとつのシートに重ね乗りする」という状態で出撃することとなった。その後戦闘でトレスが負傷した為、再びフォントがメインパイロットとして戦闘に参加、キゾ中尉の駆るビルケナウ相手に奮闘する。マリア・シティでの戦いの際はカーティスが使用する予定で運び込まれていたが、エンジェル・コールの流出を防ぐ為にハロロとフォントのオペレートの元ブラックロー運送の専務が操縦して戦場に到着。エンジェル・コールの流出を食い止めた後、マリア・シティごと核でエンジェル・コールを消滅させようとするザンスカールの目論見を防ぐ為、再びフォントが乗り込む事となる。
その後、蜃気楼鳥の使用により核ミサイルの阻止に成功。変形機構のロック解除を始めとした機体各部のダメージの修繕、及びザンスカールやサーカスの決戦に向けての強化として全体的に改修され、ゴーストガンダムとして生まれ変わることとなった。

#### ゴーストガンダム
ザンスカール帝国軍による核攻撃阻止の際に機体に大きなダメージを受けたファントムを、修復と強化を兼ね蛇の足が改修した機体。命名はカーティスで「いつまでも敵（サーカス）のつけた名前で呼ぶこともあるまい」との理由から。ただしパイロットであるフォント本人は、以前のままファントムと呼称している。
X-0の補給用パーツによる各部の改修、外宇宙探査で発見された希少金属による全身の対ビーム・コーティングが行われている。それに伴い頭部はいわゆる「ガンダムフェイス」へと換装され、モノアイからツインアイに変更、機体色も緑色から銀色へと変化した。このコーティングは対実弾用のリアクティブアーマーとしても機能する。その他の主な変更点としてはバックパックの形状変更、腰部サブスラスターの増設、脚部裏面のダクトの大型化があげられる。バックパックは内部に変化はないものの、外装の変更による軽量化及び冷却剤の循環効率の向上が図られている他、蜃気楼鳥時に機首となった際武装をマウント出来るよう、シザーラックが増設されている（基本的にクジャクの運用を想定している模様）。さらに今まで1発のみだった強制冷却カートリッジを弾帯（ガンベルト）の様に多数搭載することにより、ファントムライトの更なる連続使用も可能となっている。残り二つの変更点もファントムライトの可動効率と蜃気楼鳥時の推力向上を目的としており、本来予定されていたミノフスキー・ドライブ搭載可変型MSとしてのファントムの性能を最大限に発揮できるような改造が行われてる。
武装面では、フォントのアイディアによりフレイム・ソードの鞘をビーム・ライフルとして使用できるように改修されている。このビーム・ライフルはフレイム・ライフルと呼ばれ、Iフィールドを収束させてバレルとして扱うもので、ビームの弾道は収束しきれないIフィールドの影響を受けて不規則に折れ曲がるため、純粋な射撃武装としては欠陥品である。しかし、その予測のつかない軌道のビームは敵の混乱や動揺を誘い、密集している敵集団をこじ開けるなどに適しているとも言える。他にも正式な武装では無いが、劇中においてビーム・ガンと同様のアイディアから全身のファントムライト噴出孔をIフィールドで即席のビーム砲として使用する場面が見られる。また、上記のシザーラックを使い、改修後の初出撃ではクジャクをマウントした状態でそのグリップ部に掴ったX-0を輸送する姿を見せている。
ギゾとの最終決戦のさい、フォントがミダスのMSを強制停止させる頭部から放つ光「ミダス・タッチ・フラッシュ」の仕組みを解析したことにより、それに対処するために左目をファントム時代のモノアイに、右目をX-0の補給用パーツによるカメラアイに換装し、木星系とサナリィ系の2系統の視覚センサーを高速で切り替えることでウイルスを無効化する対処を施している。

##### 劇中での活躍
キゾのミダスと戦い敗れた後、サーカスからの補給と修理を受け再びキゾと戦い辛くも勝利するが、加速し始めた「林檎の花」から脱出出来なくなってしまったため、フォントとベルの冷凍睡眠の道具としてプログラムを施され地球圏を周回し続け、冷凍睡眠開始から15年後に目覚めたフォントとベルによって再起動される。
15年後の世界は長く続く戦乱で技術力・生産能力が低下しており、15年前の機体ではあるが、技術力が低下した15年後の世界では再現できない装備やシステムを搭載した超高性能な機体のままとなっている。だが、技術力の低下でまともな整備が受けられず、機体のあちこちに問題が発生し始めている。
続編の『DUST』では地球連邦軍の新興勢力「キュクロープス」によって整備され、武装も新調している。また、「キュクロープス」によるゴーストガンダム（ファントム）の量産も示唆されている。

#### 林檎の花（マンサーナ・フロール）
ユピテル財団が開発したミノフスキー・ドライブ運用実験艦。ミノフスキー・ドライブの研究開発スタッフをサナリィから引き抜き、10年以上かけて建造した。艦体から放射状に伸びる5枚の「光の帆」を持ち、飛行時には宇宙に花が咲いているように見える。実験艦であるため、武装はスペースデブリ対策用の最小限のものしかないが、「光の帆」を折りたたむことで艦全体をビームシールドで守ることができる。「エンジェル・コール」奪回活動のため、艦体に海賊旗がペイントされている。大気圏内での停泊においては、機首部を上方・後部推進部を下方とする植物の蕾さながらの形態をとる。

#### ノッセラ
林檎の花に搭載されている、MS用サポートベース。かつてサナリィで試作されたノッセルを基にブラックロー運送で製造した、実質的なノッセルの後継機。ノッセル同様本体に付いている起倒式のハンドルや、それを利用しMSが立ったまま搭乗できるなど、同じ運用方法が出来る。ただし、ノッセルとは異なり、居住スペースを廃したため、搭乗人員は2名になったが、機体を前後に長くし薄くしたことで空気抵抗を削減した上で、2機のMSが搭載可能となり、さらに後部に貨物ブロックを搭載している等、搭載性能はアップしている。ビルの発言では、ノッセルのような自力での大気圏突入は可能だが、ノッセルでは出来なかった自力での大気圏離脱が出来るのかどうかは不明。
ザンスカール戦争後はジャックとマーメイドによって所有されていたようで、「DUST計画」も終盤に入った時点で地球に向かうと言い出したベルを送るために使用された。

### 木星共和国

#### パピヨン
姿勢制御や稼働する脚部などにMSの技術を応用した惑星間航行実験機であり、「モビルクルーザー」という新しいカテゴリーに分類される。全長は50mとMA並のサイズである。ミノフスキー・ドライブを装備した高速宇宙船であり、水循環再生システムなどを備えているため、木星圏と地球圏の間を無補給で往復することが可能。また、光の翼を盾にすることで、単独での大気圏突入も可能。ただし武装はデッドウェイトとなるため、完全な非武装である。しかし、光の翼をビームシールド替わりにしての防御程度は可能で、作中ではザンスカールのMSからのビームを防いでいる。
林檎の花（マンサーナ・フロール）船長のエリン・シュナイダーが、「エンジェル・コール」を地球圏に運ぶために奪取し、土星軌道から地球圏に向かった。この機体の内部には相当数の実験用機材が搭載されており、エリンはワクチン精製に全力を注いでいた。

### サーカス
「サーカス（Thou-Cus）」とは、「一騎当千」を意味する「サウザンドカスタム (Thousand Custom)」に由来する部隊名である。木星のタカ派をガス抜きするため、ユピテル財団が計画を認可した。ユピテル財団は技術的なハードルをあげることで開発を頓挫させることを目論んでいたが、特定の機能に特化させることと「それによって生じる欠点を（人格は問わない代わりに）優秀なパイロットに丸投げする」という形で成し遂げ、予想とは裏腹にある程度の開発成果が上がってしまう。そのためサーカス開発部は実戦参加を虎視眈々と狙っていた。
コックピットやノーマルスーツは新規格になっている。ノーマルスーツの胸部にはコネクタが四つ設けられており、機体側のパイプ（コード?）と接続するようになっているが、パイロット以外を同乗させる際に必要な予備シートなどが設置できなくなっている。
それぞれコンセプトの異なる7機が存在し、現在判明している6機は共通点としてクロスボーン・ガンダム同様、頭部装甲の一部をスライドして解放し、放熱する機能を持っている。また機体の仕様が地球侵攻を目的としていたために、正式な開発認可が下りてない機体が3機存在している。機体のデザインは、曲芸としてのサーカスの大道芸人に関するものモチーフとしており、作者および関係者がデザインした機体については作者ブログで出典が紹介されている。
およそ16年後である『DUST』の時代にも少数のフレームが生産され、組み上げられた機体が実戦投入されているが、パイロットの経験が不足しており数多くの戦闘経験を持つ「手練れ」を相手にした際には機体スペックほどの活躍はしていない。

#### デスフィズ
接近戦能力に極めて特化した機体であり、高い加速力で敵の懐に飛び込んで接近戦で相手を破壊することを目的としている。用兵思想としては木星戦役時のクロスボーン・バンガードの戦術に近い。そのため武装は可能な限り簡略化されており、全武装が両腕部に内蔵されていて、手持ち武器の類は装備されていない。
補助用にビーム・ガンも装備しているが、基本的には主武装であるビーム・ファングによる近接戦闘をメインとしている。このビーム・ファングはクロー状のビームサーベル、円盤状のビーム・シールド、ザンスカールのMSが用いているビーム・ローターという3つの機能を併せ持ち、軽量化と共に高い攻撃力と機動力をデスフィズにもたらしている。サーベルそのものは通常のそれと変わらないものの、基部が毎秒24回転することで高速でビーム・サーベルを連打しているのと等しくなり、相手のシールドや装甲を容易に切り裂く。元々サーベルの攻撃力を上げるための回転をローターに転用したのか、その逆なのかは不明。また、水中ではビームを出さずに腕部を回転させることで、スクリューとして使用して移動することも可能。
構想段階での仮称は「ツメ怪人」とされていた。サーカスの機体で一番手で登場したのは、サンライズ側にサーカスの機体デザインを見せたところデスフィズが最も好評だったためである。
劇中での活躍
エンジェル・コールの情報を入手する為にサイド3に現れ、ザンスカール軍やカーティス・ロスコのクロスボーン・ガンダムX-0と交戦するが、フォント・ボーの機転によってカーティス達を取り逃がす。また、月ではゴールデン・エッグスのジョングや宇宙海賊クロスボーン・バンガード、リガ・ミリティアとも交戦した。
その後、スペースコロニー「ミート・オブ・トゥーン」にて与えられた任務よりも自らの主義を優先させてしまった事がきっかけで海賊軍に鹵獲され、ジャブロー降下時の戦闘ではジャックがフォントに雇われた為に海賊軍の戦力として参戦している。
最後はマリア・シティでロナルドのラロと交戦し、マーメイド・ヌブラードのデスフィズ・モールを庇って撃破された。

##### デスフィズ・モール
型式番号EMS-TC04 kai。奪われたデスフィズの運用をあきらめたサーカスが、その予備パーツを用いて組み上げた機体。オリジナルとは異なり、両腕部を腕部三連ビーム・ファングの代わりに、小型ビーム・ファングが8基取り付けられたものに換装している。この腕は硬い岩盤などの切削に適したビーム・ドリルとして運用でき、基部は岩塊からの保護の為カバー内に収められているものの、一つ一つがボールジョイントのため角度の変更が可能となっている。しかし、小型化の為一本一本の出力及びビーム・ローターとしての機能は低下しており、全体的に失敗作になってしまっているが、マリア・シティでの戦闘後は破壊されたデスフィズから無事だった両腕部の三連ビーム・ファングを移植しカラーリングもそちらに合わせたため原型機との差異はなくなっている。
劇中での活躍
マリア・シティにてマーメイドが使用、エンジェルコール奪取作戦に投入される。その後、ジャックとロナルドの「決闘」に立ち会うが、ロナルドの策によってデスフィズもろとも攻撃される。しかし、一瞬の隙をついたジャックがデスフィズを囮にして本機に乗り換えて逆転勝利し、以後はジャックの第二の専用機となる。

##### 量産型デスフィズ
『DUST』に登場したデスフィズの量産モデル。ルナ2の「賛美歌の国」施設で製造された。原型機と比較してバイザー形状が変更されているほか、パーツの精度が若干劣っており、パイロットの質も相まって基本性能の高さを生かせているとは言い難い。

#### ガラハド
戦闘に必須な「弾」を、戦場で補充し続けることにより長期継戦能力を持たせることを目指した機体で、機体その物のサイズに比して巨大な左腕を持つのが特徴。この左腕は独立したIフィールド・ジェネレーターを装備しており、敵MSのビームを逸らす機能を有しており、いうなればカリスト兄弟が用いたMS「ディキトゥス」の小型版と言える。左腕部は肩部とワイヤーで繋がっており、切り離した左腕で敵MSを捕獲しこれを物理的、心理的な「盾」あるいは振り回して投げつけることによって敵機そのものを「質量弾」とすることが可能。弾にされた機体やそのパイロットは遠心力でつぶれ、ぶつけられた側もその大きさから尋常ではない被害をこうむる。敵を「質量弾」にするということは戦闘中＝敵がいる間は決して弾切れを起こさないということであり、継戦能力は高い。また、巨腕の外見とその戦法により、敵側に与える心理的なプレッシャーも高い。
ビーム・ライフルは連射性が高く、ビーム・マシンガンに近い。また、格闘戦時にはビーム・チェーンソーとして使用する事ができる。両膝にはビーム・サーベルが内蔵された隠し腕が装備されており、向きと大きさを調整することで機体前面を覆うビーム・シールドとしても使用可能で、左腕を用いない純近接戦闘においても高い戦闘力を発揮できる。
機体のモチーフは怪力男で、「ガラハド」という名称も作者が見た古いサーカス映画に登場する怪力男に因む。
劇中での活躍
月での戦闘でザンスカール軍のゴールデン・エッグスと交戦し、これを全滅させている。その後、スペースコロニー「ミート・オブ・トゥーン」での戦闘で、ジャック・フライデイのデスフィズと共にフォント・ボーの乗るファントムと戦うが、ファントムの能力を活かした戦い方の前に左腕を引き千切られて大破する。
最後は機体の冷却中で動けなくなったファントムに攻撃しようとしたところを、その近くにいたベルが巻き添えになる事を恐れて咄嗟に飛び出したジャックによって阻止されてコクピット付近にダメージを負った上に、カーティス・ロスコのクロスボーン・ガンダムX-0に残った右腕も斬り落とされて完全に戦闘不能となり、最後は致命傷を負ったゴードンを介錯する形で、ジャックによって彼諸共コクピットを完全に破壊された。

##### 量産型ガラハド
『DUST』に登場したガラハドの量産モデル。ルナ2の「賛美歌の国」施設で製造された。原型機と比較してバイザー形状が変更されているほか、パーツの精度が若干劣っており、パイロットの質も相まって基本性能の高さを生かせているとは言い難い。

#### バンゾ
宇宙世紀0150年代のMSは直進するビームへの対策に特化しているが、このMSはその盲点を突くことを目的として開発された。
大量の小型ミサイルを機体内に格納しており、全方向に多数のミサイルで弾幕を張る。ミサイルと言っても誘導性は無く、ただ直進するだけだが、それに混ざって「Uターンして戻ってくる」「旋回する」という行動がプログラムされたものが混じって存在する。前面に展開したビームシールドでは、背面や側面に飛んでくるミサイルの直撃を避けることはできない。また、MSの無防備な背面には推進機器が存在するため、弾幕を受けた敵は推進機器を破壊されて機動性が低下する。
ミサイルが極限まで小型化されているため、攻撃力が低下し、一撃でMSを確実に撃破するほどの威力は無い。そのため、ミサイル弾幕で敵の機動性を奪い、その後格闘戦などでとどめを刺すという戦法をとる。なお、ミサイルの一部が自機にも命中することを想定し、装甲は厚く作られている。ビーム・サーベルは左腕手首内に装備されており、右手によって手を組みそのまま引き抜く形で運用される（右腕部でも同様の運用が可能かどうかは未確認）。
デザインのモデルは火吹き芸人で、それにアニメ『無敵超人ザンボット3』の敵艦「バンドック」を重ねてデザインされた。「バンゾ」という名称と遮光器土偶型のフォルムもバンドックに因む。
劇中での活躍
月での戦闘でリガ・ミリティアと交戦しており、多数のジャベリンを撃墜。スペースコロニー「ミート・オブ・トゥーン」でも、ヘビーガン部隊を攻撃している。終盤まで一貫してサーカス所属機として運用されるが、キゾ中将部隊とクロスボーン・バンガードの交戦に介入し、サーカス部隊によるエンジェル・コールの奪取を画策。弾頭を遅燃性のものに換装したミサイルを装備。隙を突かれてファンネルによるエンジェルコール注入を受けラーザブは死亡、バンゾはトモエが操作することとなる。X-0の攻撃を防御する盾として自爆されるが、逆にX‐0に装甲を利用される。

##### 量産型バンゾ
『DUST』に登場したバンゾの量産モデル。ルナ2の「賛美歌の国」施設で製造された。原型機と比較してバイザー形状が変更されているほか、パーツの精度が若干劣っており、パイロットの質も相まって基本性能の高さを生かせているとは言い難い。

#### ラロ
「ライドボール」と呼ばれるサポートメカをセットで運用する、玉乗り芸をする道化師を模した機体。ラロ本体は木星のSサイズフレームが採用されているため、全高は10m足らずに小型化されており、高い機動性を持つ。
ライドボールはザンスカール帝国のアインラッドと同様のコンセプトのサポートメカであるが、ラロ本体と同程度の大きさの球体をしており、ビーム・ライフルの直撃に耐える防御力を有する。
本来は木星の次期量産MSの試作品であったが、防御のためにはラロ本体を常にライドボールの陰に置かなければならないため、エースパイロットであれば問題なく使いこなせるが、一般兵には向かないとして不採用となった。
デスフィズとは「矛と盾の関係」「力関係が均衡している」と言う事もあり、両者が戦った場合の勝敗は純粋にパイロットの腕と集中力次第となる。
デザインのモチーフは上述のように玉乗りをするピエロで、サーカスという組織名も作者がラロのイメージが先行して命名したもの。
劇中での活躍
月での戦闘でリガ・ミリティアや宇宙海賊クロスボーン・バンガードと交戦するが、カーティス・ロスコのクロスボーン・ガンダムX-0とリア・シュラク隊が戦闘を始めると手出しせずに傍観に徹した。
マリア・シティでの戦闘では、ジャック・フライデイのデスフィズと交戦し破壊に成功するものの、咄嗟にデスフィズ・モールに乗り換えていたジャックに油断した隙を突かれて撃破される。機体は破壊されたが、ライドボールは残骸として残り、クロスボーン・バンガードが回収し、鹵獲したザンスカールのアインラッドに接続し使用されている。

#### バイラリナ
デスフィズとは対照的に、遠距離からの射撃攻撃力に重点を置いた機体。外観は、黒衣のバレリーナを模している。
駆動部分以外の脚部ほぼ全てを、大口径・大出力のヴェスバーとして転用する機能を持っている。脚部のヴェスバーは、ニードル・ヴェスバーと呼ばれ、通常のヴェスバーと比べてビームを「絞り込む」事に特化しており、ビームを極限まで収縮させることにより、攻撃範囲の狭さと引替えに威力・射程を保持したままの連射を可能としている。とは言え連射には限度はあり、衛星軌道上まで届くビームを連射した結果、砲身が焼き付いて使用不可能になってしまった描写がある。当機の脚部の膝下が長いのは、メガ粒子の収束に一定のストロークが必要だからである。
作中では脚部を軸に回転しつつ、ビーム・シールドを兼ねたビーム・ファンを用いた接近戦をも行っている。だが、本来この機体はヴェスバーの運用に特化したMSであり、ヴェスバーの砲身を兼ねた脚部は細く安定性に欠け、重力下ではほとんど歩行脚としては機能しないため、この戦い方はパイロットの技量によるところが大きい。
また、脚部を折りたたむ事で簡易な変形機構を持つ。飛行性能の上昇も見られるが、本来は砲身と推力の方向軸を合わせることによる「長距離・精密射撃形態」である。
上述のように、デザインのモチーフはバレリーナ（舞踏家）で、「バイラリナ」という名称もバレリーナに由来する。
劇中での活躍
初登場は月でのザンスカール、サーカス、蛇の足の三つ巴戦だが、その際はクォ・グレーを連れて早々に離脱。次の登場はスペースコロニー「ミート・オブ・トゥーン」において、味方殺しをしたジャック相手に粛正としてヴェズバーを放っただけで、本格的な参戦はマリア・シティでの戦いから。劇中では高火力機が基本というサーカス機の特徴と、砲撃戦向けという機体仕様の裏をかかれ、ローズマリーたちの白兵戦による奇襲攻撃を受けるが、パイロットのコーシャの技量により、真向から白兵戦で応戦して互角に渡り合う。その後乱入してきたザンスカール軍とも交戦し、自身と互角に戦っていたローズマリーを衛星軌道上からの無差別射撃で殺害したザンスカール帝国の機動兵器ザンネックを、ニードル・ヴェスバーで撃破。結果的に、狙われていたフォントを手助けした。その後、キゾ率いるゴールデンエッグスとの最終決戦にてキゾの専用MSミダスによって機体を停止させされ、コーシャが脱出した後爆発している。なお、この機体とは別にバイラリナの基本フレームが存在しており、このフレームを利用したMS「クレイン」が『DUST』に登場している。

##### バイラリナ・マス
『DUST』に登場したバイラリナの量産モデル。ビーム兵器のアドバンテージから優先して3機が先行して開発されたが、量産に際して部品の品質が低下した結果、ニードル・ヴェスバーの威力はワンオフ機の75%に留まっており、連続で使用した場合の耐久性も低い。マスク部分のデザインは視覚効果を狙ったもので性能差はない。

#### グレゴ
サーカス部隊の「団長」クォ・グレーの専用機で、再現不能だったファントムのファントムライト（ミノフスキー・ドライブ）を除いた全サーカス機の全特殊兵装（デスフィズのビーム・ファング、ガラハドの大型アーム、バンゾのミサイル、バイラリナのヴェスバー、ラロのライドボールを応用した防御システム）を統合・搭載した、四腕二脚を有する異形のMS。パイロットの“団長”クォ・グレーは「一騎当千どころか五千機はいけますよ！」と発言する。
本機は『ガンダムエース』の企画「サーカス部隊MS募集」おいてキルジャルグとカルメロと共に「大賞」となった作品のうちの1つで、名称も投稿者の命名。投稿案では、大型アーム先端のリング状の手は「ファイヤーゲート」と呼ばれるミノフスキー・ドライブを応用したビーム粒子加速器で、これによって自身のビームを増幅もしくは敵のビームを減衰させて防御、リングをくぐった相手の電子機器を破損させるなどの用途を持つとされていた。
劇中での活躍
最終決戦にバイラリナ・バンゾとともに乱入。キゾの専用MSミダスと一対一の「大将戦」を行うが、ミダスにより機体を強制的に停止させられ破壊され、そのさいにクォ・グレーも戦死している。

#### キルジャルグ
開発未認可の3機のうちの1機。
不整地での高機動戦闘を目的として開発され、その結果として四足獣型のMA形態を有する。
首周りに巨大な鬣状のパーツを持ち、MA形態時には鬣の先端にあるビーム・サーベルを前方に向けて一点に集めてビームの傘を形成する事ができる。このメガ粒子の傘は、X-0の「クジャク」でさえも互角に切り結ぶ事が可能な、高出力を誇る。これに加えてMA形態時の尻尾は、MS形態時にはフレキシブルに稼働する電撃鞭として使用可能。電撃鞭の各節は磁力線で繋がっており、あらゆる電磁波の伝達を阻害するミノフスキー粒子散布下であっても延長できるため、“ある程度の”距離の敵機を攻撃することも可能となっている。
本機は『ガンダムエース』の企画「サーカス部隊MS募集」での「大賞」作3作のうちの1つで、名称は投稿者の命名である。
劇中での活躍
ジャブローにてカーティス・ロスコのクロスボーン・ガンダムX-0と交戦し、その機動力で翻弄したが、最後はカーティスの策に嵌って撃破された。

#### カルメロ
開発未認可の3機のうちの1機。
水中戦用の機体だが、海のない木星では水中での実証ができなかったため、開発チームのアイデアにより、接地しての水際からの陸上目標への攻撃能力に特化している。
背部に折りたたまれた脚部を展開すると全高約30mになり、浅瀬で上半身のみを水面から出した状態で接地し、機体を安定させ精密な長距離射撃を可能としている。
この展開された脚部には各9基計18基の水流ジェット推進装置を持ち、折りたたまれた状態で移動に用いる他、展開・接地した状態でフル回転させ、水流を乱して敵水中MSの機動性を封じる事ができるが、乱された水流の側面に死角がある。展開した脚部はジェット推進とその長さによる遠心力によって、強力な蹴り攻撃に用いることも可能。
本機は『ガンダムエース』の企画「サーカス部隊MS募集」での「大賞」作品の3作のうちの1つで、名称は投稿者の命名である。
劇中での活躍
ジャブローにてジャック・フライデイのデスフィズと交戦し、苦戦させるも最後は撃破されている。

#### エスピラル
開発未認可の3機のうちの1機。
コルニグスのコンセプトを簡略化した機体で、ミノフスキー・クラフトによる浮遊機能を持ち、胴体につけられた2つのリング状パーツに、同型のアームを3つずつ配置（うち1つずつのみ手を装備）。アームにはビーム砲と空気圧縮式のジェット推進システムを内蔵し、リングの上を自由に移動することによって、射撃性能と機動性を両立させている。
当初は宇宙用の機体として開発されていたが、機体を使いこなすほど、アームに搭載していた噴射剤の消費が増え、稼働時間が短くなる欠点があったため、空気圧縮式のジェット推進システムに変更された。
ビーム砲6門による集中攻撃をした場合、同時に推力も偏向して機動性の若干の低下を招く弱点がある（ファントムのような高い機動性の機体でないと、その点をつくことはできない）。
本機は『ガンダムエース』の企画「サーカス部隊MS募集」での「海老川賞」に選出された作品で、名称は投稿者の命名である。
劇中での活躍
ジャブローにてフォント・ボーとトレス・マレスのファントムと交戦し、相手が二人乗りという事もあって苦戦させる。しかし最後は上記の弱点を突かれて撃破された。

#### ビッグ・イベンター
サーカスの母艦。全長は不明（アドラステア級とほぼ同サイズ）。艦首甲板にサーカステント状のドームがあり、各サーカス専用機の整備・補給庫として使われている。このドームは回転可能で、緊急時などには機体を連続して発艦できる。ただし、艦後方の格納庫からのMS発進にはドームが激しく邪魔となっており、MS母艦としては大きな欠点を持つ。武装は艦両舷の連装主砲4基と、艦後部にあるブリッジ上部の対空砲。

## DUST
この節では『機動戦士クロスボーン・ガンダム DUST』で新たに登場したものを述べる。この時代は長く続く戦乱で技術力・生産能力が低下しており、その影響で純正の機体はほぼ存在せず、破損部を他の機体パーツで補った物や使えるパーツを組み合わせて作り上げた「ミキシングビルド」と呼ばれる機体が主流となり、高度な技術を使用するビーム兵器は維持が利かず下火になっている。そのため武装は実体弾・実体武器が主体になっており、技術力低下以前は見向きもされなかった（ビーム兵器が主体ではなかった）旧式の機体が使い勝手良く、各地に放置されていた旧式機を回収・再生する動きが盛んになっている。
高出力ジェネレータを備えた小型MSは機動性は高いがビーム兵装が使えないので出力を持て余している。だが、ビーム兵器が使えない分エンジン出力を低く設定していることでザンスカール戦争当時と比べて爆発する危険性が低下している。また、小型MSは修理に要求される部品精度が高い上にミキシングビルドを行うための余裕が少なく「高性能だが故障しやすく、一度壊れると元のスペックには戻らない」や、実弾主体となったため物理的に装甲を厚くできる大型MSのほうが防御性が高いなどが旧式機の好まれる要因となっている。
ガンダムタイプに関する情報がやや歪んで伝わっており、機体の素性や性能に関係なく験担ぎに「ガンダム顔」にする者も多い。また、本来は高度な教育を受けるMSパイロットも大半が「操縦ができるだけのMS乗り」というレベルにまで落ちており、盗賊団などは当然として傭兵なども無学な者が増えている。
上記のような作品世界の設定を踏まえ、宇宙世紀0169年までのメカパーツを使用していることを条件に「レストア機」のオリジナルMSのデザイン募集が行われた。
作中では多くのキャラクターがパイロットスーツも着ずに宇宙に出ているが、非常用の宇宙服は機体内に常備されている。事故などで漂流した際には気密を維持した状態で機体の外にまでスペースを確保する備品もある。また座席シートを跳ね上るとトイレが設置している。石油由来のプラスチックなどはコロニーでは高価であるため、MSにはバイオプラスチックなど生物由来の部品が多数使用されている。そのため、装甲材であるガンダリウム合金などは当然食べられないが、非常時にはMSを分解して食用可能な部品を調理して食べることも可能である。

### 無敵運送

#### アンカー
武装輸送業者・無敵運送のリーダー「アッシュ・キング」が所有するミキシングビルドのワンオフMS。
元々はアッシュの祖父にあたる「アンクル・キング」が、当時すでに名工と呼ばれていた技術者フランク・オズの工房に依頼して造られた機体。全高は約18mとU.C.0100年代以前の連邦製MSに由来している。胴体フレームには「F89」の刻印があり、胴体部はサナリィが小型モビルスーツであるF90を開発する前段階として試作したF89が使用されている。別機体のパーツによる修理・改修を繰り返した結果、原型であるF89の形状からかけ離れてしまっているが、MS以外の作業機械から武装を含めた各種パーツを流用した設計から、この時代においては破格の整備性・補給性の高さを誇る。
コクピットハッチは胸部装甲部分がコクピットブロックの1/3ごと展開して開く構造になっている。普段はコクピットの正面に3枚、左右に各1枚のモニターに外部映像を映しているが、コクピット内の一部を蹴っ飛ばすと一時的に全天モニターが作動する。
武装として左腕に装着する回転シールドや脚部に内蔵した火薬式パイルバンカー、右肩部には2発のみだがヒート・セラミック弾射出機を備える。これらの武装も大半は資源採掘用作業機のパーツから作られている。また、手持ち武器としてナックルダスター状複合武器「アックス・ガン」がある。これは実体武器としてのナックルダスター状の「斧」にベルト給弾式の銃とビーム・サーベルが組み合わされている。ただし、使用部品の品質低下からかビーム刃を発生させられるのは「12秒間」だけという制限がある。頭部正面には縦断する大小2つのヒート・カッターを装備しており、これを回転させた「頭突き」を使うほかV字アンテナ状にした「放熱モード」を持つ。
後に地球のリュグージョにあった「ムラサメ」の武装であるイカリマルを新たな武器として貰い受ける。形状は巨大な碇で、柄の収納機構やスラスターを持つ。巨大ビーム・サーベル（省エネ時はヒート・サーベル）としての機能を持ち、最大展開時は全長30mにもなる。本来はサイコミュによる遠隔操作が可能なビットとしても想定されていた。大型MAすら切断可能な絶大な威力があるものの、基本的に40m級のムラサメが使用する事を前提として作られたため、18m級のMSであるアンカーが扱うにはかなりの苦労を伴う。
独自の機構として背部バックパックに4本のスラスターを取り付けた機構がある。これはスラスターを取り付けた基部とその制御OSに肝がありスラスター自体は流通品で多少型の違うものを同時に使用しても機能する融通性を持つ。上述の通りこの時代は自機を「ガンダム顔」にする者が多いが、アンカーは原型であるF89の時点でガンダム顔である。それを知らないアッシュは単なる偶然だと思っていた。

##### アンカーV2
ルナツーでの戦い後にキュクロープスの協力を得て、フランク・オズとフォント・ボーが改修したアンカー。主な改修点は2つで、「イカリマル」を無駄なくより良く使用する事と、それにより戦闘継続時間の延長を目的に、背部スラスター基部に「イカリマル」を装備するアタッチメントを増設した他、ひざから下の脛部をキャタピラユニットに換装している。武装であるのと同時に強力な推進機関でもあるイカリマルを増加スラスターとすることで加速性能が向上し、脚部の無限軌道で重力下では高い走破力を発揮する。反面、キャタピラに換装されたことで、脚部のパイルバンカーはオミットされた。
イカリマルを推進器として利用する形態は「アウトレンジモード」、武器として利用する形態は「インファイトモード」と呼ばれ、アウトレンジモードでは手にビーム・ライフル等の射撃武装を装備して中距離・遠距離戦闘に対応し、インファイトモードでは右肩部にワイヤー収容用のドラムが増設された（ワイヤー自体の長さも伸びた）ことで攻撃半径が60mにも達している。

##### アンカーV3
光の翼を装備するための「V3スラスター」を搭載したアンカー。「V3スラスター」は以前からフォント・ボーとフランク・オズにより設計が進められていたが、「キュクロープス」との関係が途絶えたため停滞しかけるも、フランク・オズが白い獅子号用のパーツを利用して完成させた。最大の特徴は、「V3スラスター」を二つに割り背面に展開する事でかつてのファントムのファントムライトと似た炎状の「ファントム・フレイム」が展開可能になったことであり、これによりU.C.0153年時代のファントムに並ぶ推進力を発揮できるようになった。ただし、展開時間は15分程度なため、通常時は「V3スラスター」を閉じて通常のスラスターとし、V2の時と同じく「イカリマル」を背面に装備し、スラスターとする事で並行使用する。
武装は巨大な銛状の武器「モビーディック・バスター」を新たに装備する。これは対大型MA用の兵器であり、反動が強く速射できないものの、一発の攻撃力は群を抜いて高い。わざわざ新規に製造されたのはキュクロープスや賛美歌の国との決戦で相手が大型MAなどを投入してくる可能性が高いと予想されたためである。「DUST計画」実行時には盾にIフィールド発生器を仕込んでいる。

##### アンカーV4
対首切り王戦のために開発した「V4・DUSTスラスター」を装備したアンカー。元々はV3スラスターが完成もしくは効果が充分ではなかった場合に備えて並行で開発された。最速を誇るミノフスキー・ドライブとはいえ加速していく速度に限度があり、15分程度しか使えないV3スラスターではファントムライトを1時間ほど使えるバロック相手では追いつくのが精いっぱいだった。そのための解決策としてカートリッジ式の爆薬を炸裂させて発生した360°方向に放射されたエネルギーを高圧で制御し、一方向に集中し推進力に変えることで爆発的な推力を得て、一瞬でトップスピードに達する加速を得るという方式を採用したのが「V4・DUSTスラスター」である。
しかし、その加速はパイロットの安全性どころか機体の強度も無視した加速Gを発生させる代物。加速による機体全部への想定以上の負荷によるダメージと、スラスター内部で爆発物を爆発させているためスラスター自体へのダメージも大きいデメリットがあり、長時間の使用には耐えうるものではない。ファントムライトによる加速とNT能力による先読みで圧倒的に高い戦闘力を発揮する首切り王だが、機体を挙動させる速度自体は普通なため、その一瞬だけを上回る加速を求めたアッシュのオーダーだった。開発依頼を受けたフランク・オズはパイロットも機体もスクラップに変える装備に「DUST（ゴミ）」と名付けて揶揄した。「DUSTスラスター」の名はV3と並行していた時の呼称であり、由来は爆発の粉塵を推進剤にしているためである。
武装は両腕に回転シールドを装備するほか、ヒート・セラミック弾発射機は廃され、脱出用パラシュートが搭載された。「DUST計画」終盤では文字通り、安全をドブに捨てたような加速でバロックを上回り首切り王を撃破するが、機体の限界を超えたアンカーも自壊した。

#### 白い幽霊号（ブラン・ファントム）/ 白い獅子号（ブラン・リオン）
「ファントム量産計画」に基づいて開発された試作1号機。量産性を上げる前段階として可変機能をオミットして内部機構を整理した結果、ミノフスキードライブに限って言えば原型機より若干の性能向上を果たした（具体的にはV2ガンダムの75%）。機体加熱に関する問題も解決している。しかし、機動力に主眼を置いたため、機体内部に搭載された武器はなく戦闘力は手持ち武器に左右される。
フォントを通じて無敵運送に供与され、レオ・テイルがパイロットとなる。Iフィールドの調整と噴射口を増やした結果、ファントムライトは揺れる炎ではなく機体後方へ流れる「たてがみ」の様に見える。パイロットネームもあって「白い獅子号（ブラン・リオン）」と改称された。

#### チャッペ
ザンスカール戦争当時の汎用機・ゲドラフがベースとなっているMS。サイド5の工房で8機製作された内、2機を武装輸送業者・無敵運送が所有している。パイロットは同メンバーのジャンガリ（1号機）とカリフ（2号機）。のちにレオが1号機に搭乗することになり、イエローだった機体にトラジマ模様が追加された。
維持が利かないビーム兵装は取り外されており火力や質量的な面では不安があるが、年式の新しい小型MSだけあって機動性は高い。「ネコ目」と称されるザンスカール系頭部センサーと実体弾を受け流す目的で施された曲面装甲から文字通り「猫」を連想する形の頭部をもつ。

#### ヴェルダン
マック・ストームの専用機。ミキシング・ビルド機の一種で、胴体中央部にガンダム試作2号機（サイサリス）の盾を装備している。これはU.C.0170年代においては脅威的な防御力を誇り、内蔵する爆発物も相まって戦闘力は高いが、アッシュとの対決時に機体は大破した。

#### グラ・ディアス
ジャワハル・ガーダルの専用機。リック・ディアスの上半身にドーベン・ウルフの脚部を合わせた構成の機体だが、右腕が2本あり、左腕部は5本のヒート・サーベルを収納するラックとなっている。U.C.0170年代ではヒート・サーベルは余り普及していないが、武器の再生は容易なため使い捨てが前提である。スカート内にはヒート・ホークを内蔵する。

#### ガナビィ
アメディオ・サロイモアの専用機。複数のモビルスーツを複雑に再構成した機体であり、頭部はトムリアットのバックパック、センサー類はガザD、胴体はメタス、脚部側面に備わる腕部はゼク・ツヴァイのサブアーム、脚部はモビルワーカーの物をベースにしている。全高15m程度と小型だが、可変機構を有し、ウイング部にマシンガンやミサイルランチャー等の武器を複数搭載でき、高い面制圧攻撃能力を持つ。武器自体もリサイクル品であるため、換装することで戦闘継続時間もかなりのものとなる。

#### カルメン
ナオミ・フィジコの専用機。頭頂高17mほどのミキシング・ビルド機。全体的には細身となっている。武装は右手のビーム・サーベルと左手のビーム・シールド。ザンスカール戦争の時の小型高性能機のジェネレーターを搭載し、ビーム武装の長時間使用が可能だが、一度使い切った後はメンテナンスでパーツを交換するまで使用できない。

#### ガザ・レイ
レア・ヌーヴの専用機。ガザCにキュベレイを合成したミキシング・ビルド機で、アンバランスな見た目を持つ。後部スカートのファンネルラックはスラスター兼推進剤タンクになっており、使い方が分からなかったファンネル自体はまとめて手持ちのビーム銃としている。

#### エスカル
武装輸送業者・無敵運送の母艦。
元々は輸送船ではなくアンカー同様にアンクル・キングが小型のMS母艦として発注したもの。本体はザンスカールのタイヤ艦のパーツで、そこに別の貨客船のブリッジ部分を組み合わせてある。タイヤ部分はアドラステア級やリシテア級とまた違った形状で、改良された新規パーツか新型艦の部品だったと思われる。極めて高い防御力を誇り、無敵運送の機材ではもっとも高度なテクノロジーが使われているが、艦内での連絡には伝声管なども使用している。

### タガナス

#### ウォズモ
形式番号JMS-W04。この時代では珍しい新規設計で、木星帝国が量産し、輸出している作業用モビルスーツ。形式のWは「Work」を意味する。U.C.0165年から販売開始され、地球圏への輸出は20機ほど。頭頂高18.5mと、サイズとしては大型MSであるが、これは「大きいほうが強そう」という買い手側の需要を反映したため。同じ木星製の機体なら部品共有率も高く、ウォズモサイズの機体からならば「15m級3機分の消耗部品」が取れる。建前上は作業用であるために、非武装だが、ビーム・シールドを搭載し発生器を手首ごと90度内側に折れることで打撃武器としても使用が可能。
ビーム・ライフル、ビーム・サーベルを使用する回路は内蔵されていないが、防衛用にビーム・シールドは内蔵しているため、稼働するビーム・ライフル等が入手できれば機体を改造して使用することもできなくはない。ただし、ビーム・ライフルなどは整備するための技術や保守部品が不足しており、現存するものも少ない。そのため地球圏では現実的ではない。
タガナス・タヤカが乗機としており、機体色は青（パーソナルカラーなのか量産機の色なのかは不明）。住民への受けや士気向上のために、ここぞという時はガンダムタイプの面を取り付ける。
『X-11』ではオリンポスの下僕の本拠地に戦闘用の本機が2機配備されていた。

#### ビクトリーイージー
Vガンダムのコア・ファイターにガンイージの腕と脚とをつなげた機体。分離することは可能だが、Vガンダムのように戦闘中に再度合体することはできず、整備工場などのしかるべき施設のある場所での整備作業が必要である。元々同じ組織で開発された機体でパーツ同士の互換性も高いため性能はほとんど変わっていない。
ビーム・ライフルの有無は不明だが、この時代では希少化しているビーム・サーベルを2基、腰部ラックに装備している。
トレス・マレスが乗機としており、トレスがタガナスと結婚した際にウォズモと同じくブルーに機体の塗装を変更している。

### キュクロープス
連邦内で過去に開発・生産された機体を再設計・仕様変更したものに一つ目状のセンサーが搭載されているのが特徴。この一つ目センサーはデザイン状の理由だけでなく、設計年代の異なる原型機同士で通信網やデータ管理を一本化するという目的がある。そのため、「DUST計画」に対する追撃戦時には讃美歌の国からの投降兵が乗る鹵獲機も同センサー仕様に換装され、間に合わなかった機体もセンサーが無理やり外付けされている。

#### ボルケーノ
信頼性の落ちたビーム兵器に代えて、大量の実弾を装備することで攻撃力の維持を図った実験機。両肩および両腰に計4門のビーム・キャノンを搭載するが、内部部品の品質低下は否めず、一発撃っただけで不具合が発生している。とはいえ、マシンガンや機体各所のミサイルも合わせれば火力は高く、サイド1を巡る賛美歌の国との決戦では、メルト・バロックを大破させている。その後はノエル・レイスの予備パーツを装備した「レイス・ボルケーノ」に換装される。出撃時にはアーノルドが核爆弾を持ち出すも、実際に使用されることはなかった。

#### ファントムV2
「DUST」時代におけるファントム。「キュクロープス」に所属する。区別のため便宜上「ファントムV2（ヴァージョン2）」と呼ばれ、左腕部に新装備の「ノーズローター」を装着した形態のことを指す。これはサーカスのデスフィズを参考に製造された装備で、MS形態時はローター回転部をビーム・カッターとビーム・シールドとして利用できるほか、Iフィールドの偏光によるビーム・バルカンの放射も可能。とはいえ、総合戦闘力は以前の75%程度であり、現状ではフレイム・ソードの機能も回復していない。
蜃気楼鳥V2（ミラージュ・ワゾーV2）
ファントムV2のMA形態。ノーズローターの装着により前と外観が大きく変わっている。機首に位置する重力下専用の空中航行システムビーム・ローターの回転により、小さな推進力を得ている。
各改修によりミノフスキー・ドライブに対する負荷は軽減されているものの、エンジンの出力は下がっているため、使用限界時間の変化はない。

##### ファントムV2改
ファントムV2の改修機。ノーズローターを改良・展開した「ミスティック・シールド」を新たに装備している。これはビーム・シールドとして機能するほか、中央部からはビーム・バルカンの発射も可能となっている。閉じて機首にした場合はミラージュ・ワゾー形態へと変形できる。その他の改修としては、ブラックロー運送によって再現された「クジャク」の装備や、長い時間をかけて調整を重ねた事で、フレイム・ソードとフレイム・ガンの再生、そして冷却剤を使用せずに1時間程度のファントム・フレイムの展開を可能とし、ファントム・フレイム自体の推進力も向上したことで、総合性能は過去の同機の中で最良の状態となった。

#### 黒い幽霊号（ノエル・レイス）
「ファントム量産計画」に基づいて開発された試作2号機。讃美歌の国との戦いを視野に入れて量産が始まっている。1号機から更に推進・機動力を突き詰めた結果、ミノフスキー・ドライブに限ればV2ガンダムの85%に達し、機体加熱に関する問題も解決している。しかし、機動力に主眼を置いたため、機体内部に搭載された武器はなく戦闘力は手持ち武器に左右される。機体色はキュクロープス所属ということで黒に統一され、頭部も同一の単眼型センサーユニットが採用されている。
可変機構の搭載も見送られており、MS形態・MA形態にそれぞれ固定した機体が生産される。MA型は6機ほど完成したものがアッシュたちに強奪され、予備パーツ（組み上げ済の機体それぞれにに3機分として約18機分）から組み上げられた機体を加えた15機が「DUST計画」を成功させる“光の翼隊”として運用される。予備パーツから組み上げられた機体は一部パーツをジャンク品から流用したためか過負荷によってマシントラブルを起こした。予備パーツの内1機分はV3スラスターを組むために利用された。

#### ハンブラ-B
形式番号CRX-139。ハンブラビの変形機構を省略してMA形態に固定し、ジェムズガン改などの小型MSのSFSとした機体。

#### アッシマック
形式番号CNRX-044。キュクロープスの主力となる可変MA。グリプス戦争時に運用されていたアッシマーをベースに再設計された。 下半身にも上半身の様な曲面装甲が取り付けられており、MA形態は円盤が2段重なった姿となる。

#### ヘカトン・ゲイル
サイド1を巡る賛美歌の国との決戦時に投入された、全長100mほどの大型MA。首切り王の母艦「ケルベロス」を撃破するためだけに用いられた。機体自体は巨大な収束ビーム砲として機能し、8つの収束器からのビームを集めて正面のレンズ部から発射する。収束ビーム砲は理論上では一撃で敵艦を撃破できるとされたが、技術精度が低く目的値に達しなかった。防御面ではIフィールドを展開可能。
他の欠点として高熱を発することから内部に人間を配置することができず、操作は外部からMSで行う。そのため、運用方法はサブフライトシステムのような形となっている。ケルベロスに対し善戦するものの、最後は「DUST計画」のためケルベロスの破壊を望まなかったアッシュの手で破壊される。

### ムーンムーン

#### クレイン
傭兵カグヤ・シラトリが所有する可変MS。
基本フレームは木星・サーカス部隊製の機体「バイラリナ」で、欠損した部分をザンスカール製など別機体のパーツで補う形で組み上げられた。パーツの欠損もしくは設計資料の不足からか原型機とは変形する向きが上下逆になっていて若干バランスが悪くなっている（U.C.0159年時ではコロニー「レム」に買い取られていたが、そこの技術者が構造を理解していなかったため、変形機構が上下逆に組み合わされた結果、現在の形状となった）。脚部に内蔵されたニードルヴェスバーもエネルギー伝達機構の不具合からMA形態でしか使用できず、ビームの収束率も70%ほどにまで低下している。後にカグヤがムーン・ムーンに帰還しそこでフルチューンされた事で、非変形状態でもニードル・ヴェスバーを放てるようなり、出力も向上した。
頭部顔面のザンスカール式センサーの下半分にガンダム風ダミーマスクが装着されている。

#### オーテングー
エラゾ・カノー司祭長専用機。フェイス部から鼻の如く突き出た長距離バルカン砲など、機体名に違わず天狗を彷彿する外観が特徴。頭部センサーはザンスカール系の猫目であるが、その下にはガンダムフェイスが隠されている。この時代としては典型的なミキシングビルド機で元となった機体はわからない。頭部内のガンダムヘッドは18m級の機体に対して非常に小さく、15m級の機体（おそらくはヴィクトリータイプ）からの流用。武装は頭部以外にも肩部にマイクロバルカン4門、胸部に大型バルカン4門を装備するほか、格闘用の棍棒を持つ。
本機は『ガンダムエース』とゲーム『ガンダムブレイカー3』のタイアップ企画「オリジナルデザインMSデザインコンテスト・イラスト部門・将軍コース」での大賞作が基になっている。機体名称は投稿者の命名である。

#### ミガッサ
ムーンムーンの量産機。こちらも機体名に違わず笠を被ったような外観が特徴的である。地球のMS工房「ミカサ」の製品。これまでの製造数は46機。機体性能は取り立てて際立ったところはないが、独自設計の頭部と胴体を除いて手足のパーツは大抵の規格に対応する融通性があり、修理が容易となっている。武装は射撃用のマシンガンを装備し、頭部の笠はシールドとして機能する。
本機は、「オリジナルデザインMSデザインコンテスト・イラスト部門・雑兵コース」での大賞3作品のデザインを組み合わせたもの。

### ブレイカーズ
子連れの傭兵部隊「ブレイカーズ」のMSは「オリジナルデザインMSデザインコンテスト・ガンダムブレイカー3部門」受賞作が基になっており、『ガンダムブレイカー3』での再現が可能。作中では本来ビーム兵器だったものは外見だけと設定されている。

#### アドマモス
キャプテン専用機。頭部はヤクト・ドーガ(クェス機)、胴体は百式、腕部はグフ、下半身ベースはガーベラ・テトラ、背部はVダッシュガンダム。固定武器はグフと同じく左腕部機関砲5門と右腕ヒートロッド。背部のビーム・キャノンはプロペラタンクになっており、高推力のバックパックとしてのみ使用されている。ランバ・ラルを模した頭部カバー、通称「ラル・マスク」を被り、僚機と共にジェットストリームアタックを仕掛けてくる。
「ラル・マスク」は、同じくコンテスト入賞作「ラルさん専用グフ」の頭部が基になっている。「ラル・マスク」自体に何らかの機能があるわけではなく、あくまでも士気高揚のためのものである。

#### マトマーシュ
子連れの女傭兵、お銀専用機。ガンダムEz8の胴体に頭部がギラ・ドーガ、ドーベン・ウルフの腕部と、脚部がサイズアップしたデナン・ゾン、背部がゲルググJ。頭部センサーがエビル・Sのデュエルアイで、茶系統のカラーリングも相まって原型が良く分からなくなっているのが特徴。

#### ビアッゴ
ルフェルウ（イフェルウ）専用機。サイズアップしたアッガイの頭部、パラス・アテネの胴体、ジ・Oの脚部、ガーベラ・テトラの背部、さらに原典サイズのデナン・ゾンの腕部、などアンバランスな構成の機体。前述の「ラル・マスク」は常時この機体が保持している。

#### マガツキ改
型式番号:RMS-112R
ラジム専用機。頭部がヅダ、胴体がヤクト・ドーガ、脚部がパラス・アテネ、腕部がケンプファー、背部がドム・トローペンの機体。この機体のみ型式番号が設定されているが、あくまでも投稿者によるものである。

#### ヴェテラーノ
ジムIIIの頭部、ガンキャノンの胴体、ドライセンの脚部、ジ・Oの腕部、ゲルググキャノンの背部の機体。ガンキャノンのキャノン砲は胴体にそのまま保持した上でゲルググキャノンのキャノン砲が搭載されている。

### ザビ・ジオン
サイド3のズム・シティを支配するザビ・ジオンが所有する機体。総戦力としては80機のMSを有する。

#### ガブレロ
公国宮警護機の1機。ガブスレイの改造機。
本機は、「オリジナルデザインMSデザインコンテスト・イラスト部門・フリーコース賞」での大賞作が基になっている。

#### サンドードック
公国宮警護機の1機。変形機構はバウンド・ドックを踏襲しているが、原型機のパーツはほとんど使用されていない。巨大な右腕はサンドージュをそのまま移植しており、MA形態では6本の脚部とクワガタムシの顎のような刃を展開する。
本機は、「オリジナルデザインMSデザインコンテスト・イラスト部門・武将コース」での大賞作が基になっている。

### 讃美歌の国
廃棄コロニー・グリプス2およびルナツーに配備されていた機体。

#### ヴァケ・ザム
盾仮面MS（呪術師のようなペイントがされたシールドを仮面のように装備する）を率いるリーダー機。見た目はマントを羽織っているバーザムだが、胴体はメタス、四肢がザクIIで、威圧のためのダミーパーツが機体各所に見受けられる。脚部の欠損はペイントとダミーパーツによる偽装で、内部はプロペラントタンクである。亡霊かゾンビの様な外観で、盾仮面MSを含め恐怖的な演出を狙っているが、機体性能は低い。
本機は、「オリジナルデザインMSデザインコンテスト・イラスト部門・アイデア賞」での大賞作が基になっている。機体名称は投稿者の命名である。

#### カングラザム
アッシュとアンカーの前に立ちはだかった超大型MA。上からカングリジョ、グラブロ（向きは逆さま）、ビグ・ザムの3機が合体した異形機で、それぞれ分離しての攻撃も可能だが、エネルギー不足から合体しないとビグ・ザムの全方位ビームを放つことができない。
本機は、「オリジナルデザインMSデザインコンテスト・イラスト部門・ミキシングビルド賞」での大賞作が基になっている。

#### バロック
ルナツーとグリーンオアシス・1を支配する「首切り王」ことエバンス・ジルベスターの専用機。全高は18mほど。頭部のない機体に、ガンダリウム合金の塊のブロックを7〜8個ワイヤーで繋げた、全長40mにも達する連接剣で構成される右腕をもつ。
ガンダリウム製の連接剣を質量兵器として振り回すためのコントロールユニットとしてMSを使っているだけというシンプル極まりない設計であり、MSというよりは「旋回する質量兵器」と呼べる（右手の剣部分がバロックの本体であり、そのコントロールをMSが行っている）。実弾系が主流となったU.C.0160年代ではガンダリウム合金の削りだし、ともいうべき剣部分を破壊するのは困難であり、仮に破壊できたとしても、7〜8のブロックで出来た剣の全体に対しては決定的なダメージは与えられない。
基本フレームは木星から流出した「ファントム」の物を使用している。原型機同様のIフィールドとミノフスキー・ドライブ「ファントムライト」も装備し、他のMSを凌駕する圧倒的な機動性とビーム兵器に対しては圧倒的な防御力を備えている。
原型機であるファントムとの違いとして、組み上げる段階で改造に時間的な余裕があったため、各部に冷却パイプを増設したため機体サイズが若干大型化しており、冷却効率が向上した分ファントムライトを1時間ほど連続使用できる。頭部がないのは象徴的な意味だけではなく、外部情報を感知するセンサー類が一切装備されていない。パイロットである首切り王は光ひとつないコクピットでサイコミュによる操作で機体をコントロールしている。

##### バロック改
再投火の日における戦闘の損傷箇所を改修したバロック。破損したファントムのフレームベースの左腕部には新たにサーカス機のガラハドの腕が取り付けられた。この腕にはIフィード発生器が搭載されており、なおかつコントロールもオリジナルのガラハドのワイヤーによる有線コントロールではなく、サイコミュによる無線で行われる。

##### バロック改・改
サイド1を巡る決戦時に左腕部が複腕化する改修を行い、新たにデスフィズの腕も追加したバロック。これにより、ガラハドとデスフィズ双方の腕を同時使用可能とした。操縦には機体全体に配置された木星製バイオ脳が一役買っている。

##### メルト・バロック
巨大な海洋生物のような姿をした異形の大型MA。全長は50mを超える。内部にはバロック改・改が収容されている。サイド1を巡る決戦時に対キュクロープスおよびアッシュ用として首切り王が乗り込み、戦場に投入した。強力なIフィールドを展開でき、さらに実弾の跳弾を狙った曲面装甲を採用したことで強固な防御力を誇る。全体の設計はカオスレルの小型版と呼べる（これは首切り王がかつての「ゴールデン・エッグス」のデータを参考にしたため）。
武装はフレキシブル・ノーズ・キャノンを2門装備するほか、22基のダガー・ファンネルを搭載する。これはバロックの右腕と同じくガンダリウムの塊で、サイコミュの遠隔操作により凶悪な性能を発揮し、大群すら相手取れるが、その複雑さからコクピット内にはサイコミュのコントロール要員を6人乗り込ませて補助とする必要があるほか、ファンネル自体もその重さから大量の推進剤を必要とするために幾度も本体に戻さねばならない点、そしてその際に速度が低下する点がデメリットとなっている。そのため機体内部の殆どは補給用の推進剤で占められている。

#### ケルベロス
首切り王の母艦。建造途中で放棄されたマザー・バンガード級3番艦の船体に、不完全ながらミノフスキー・ドライブを装備している。宇宙船ドックで長い間放置状態にあったものを賛美歌の国が買い取り、エオス・ニュクス号のデータをドライブ技術開発の参考にし、10年近くもの年月を掛けて改装された。不完全とはいえ、作中時点では地球圏最速の船となっている。
サイド1でのキュクロープスやアッシュとの決戦にて、エオス・ニュクス号の突撃を受け、さらに「この船は私だけのもの」と敵に渡すまいとする首切り王のメルト・バロックの攻撃によって完全に破壊・轟沈する。

### フロンティアIV

#### G・G（ゴージャス・ガンダム）
フロンティアIVの地方領主、ミリオ・ビリオンの専用機。金に糸目を付けない彼が作り挙げた超高性能機で、全身に金色の耐ビームコーティングを施し、高出力ジェネレーターを搭載する。名前や各部の装飾はミリオの趣味による。武装はメガ・ビーム・ライフルと左腕部の大型クロー。機体自体の性能は申し分ないものの、肝心のパイロット（ミリオ）の腕が悪く、総合的には不安が残ってしまっている。

#### R・G（レッド・ガンダム）/ B・G（ブラック・ガンダム）
ミリオ・ビリオンのG・Gの護衛機として開発され、彼の親衛隊が乗る機体。赤いR・Gと黒いB・Gの2機が存在する。ベースはU.C.0120～U.C.0130年時代の小型機で、武装は腰部にヴェスバー、背部にメガ・ビーム・キャノン（共に使用回数は3回程度）、バックパックにスプレー・ビーム・ポッド（中身はマイクロ・ミサイル）を備えており、戦闘力はG・Gよりも上である。

#### アンサリード
ミリオの母艦で、ビリオン家当主に代々受け継がれている超高級艦。艦名のアンサリード（unsullied）とは、「よごれ知らず」という意味。グワジン級やレウルーラ級といった艦艇のパーツを使って改良され、現在では初代艦の原型が残るのはブリッジのみとなっている。先代の頃は艦内にサウナやテニスコートまであったという。大気圏突入は可能だが、離脱の方は艦単独では不可能。

### ネオ・1バンチ

#### プシケー
サイド1の行政執行機関代行官であるタルス・バンスの専用機。全高22m。ロングコートを羽織ったかのような外見を持つ、超重装甲型MS。「住民を守る盾」という設計思想に基づいた防御性能に偏りを置く機体で、オリジナルと言える部分はクァバーゼをベースとした胴体部と頭部のみであり、他は廃棄MSの装甲を幾重にも貼り合わせている。そのため、装甲や手足は損傷時にパーツを交換して修復可能。反面、武装は特に内蔵されておらず、攻撃方法は格闘のみ。なお、タルスの立場から出撃した回数は少ない。

### その他

#### キャノン・ボール
U.C.0080年から使われ続けている「ボール」にザンスカール製の二輪戦闘車両「ガリクソン」を繋げたミキシングビルド兵器。どちらも元々大量に作られていた代物であったため、宇宙でも（重力が働く）コロニー内でも使えるようにニコイチにした。2人乗りで、砲台であるボール側と車体であるガリクソン双方にパイロットが必要。

## X-11
この節では『機動戦士クロスボーン・ガンダム X-11』で新たに登場したものを述べる。

### オリンポスの下僕

#### シュヴァイン
型式番号EMA-11。「オリンポスの下僕」のリーダー、モ・カールが搭乗する大型MA。MS形態とMA形態に変形可能な可変機。地球圏侵攻のためのフラッグ・シップとしてユピテル財団からカーティスの命を交渉材料にし、資金・技術提供を受けて秘密裏に開発を行い、完成させた。機体はかつての木星帝国製MAエレゴレラの後継機と言ってよく、搭載されたバイオ脳の蓄積データにより、戦闘経験が無いモ・カールでも普通に操縦ができるようになっている。
武装はMA形態時に全方位へ放つことができるフレキシブル・テールキャノンを3基備え、MA形態では対応できない敵に対してはMS形態を取り、頭部の鼻部分からハイ・メガ・キャノン級の威力を持つビーム・キャノンを発射する。その際は機体の3点からヴェスバーですら防ぐ強力なIフィールドを展開し、内側からビーム・キャノンの発射口だけを出して攻撃が行えるため、攻防共に無敵に近い。また、頭部には使い捨てのフェザー・ファンネルを4基、胸部に隠し腕がある他、1本のテールキャノンは分離して再構成でき、近接格闘用のビームマクワとなる。ただし、優れた戦闘パイロットでなければ、バイオ脳のシステムで全ての武装を適切に扱えない。
カーティス及びイオとの戦闘では圧倒的な機体の能力で苦戦させるが、カーティスの奇策（X-11のコア・ファイターを分離し、空いた胴体の空洞部からX-12がニードル・フルーレをシュヴァインのビーム発射口に突き刺す）に敗れ、撃破されることとなった。なお、デザインはエレゴレラと同様に海老川兼武が手掛けた。

## LOVE&PIECE
この節では『機動戦士クロスボーン・ガンダム LOVE&PIECE』で新たに登場したものを述べる。

### 木星帝国 / 木星共和国

#### モナーム
「モナーム」を参照。

#### グランパス
型式番号JMS-T02。型式番号のTは「トライアル」を意味する。U.C.0171年時に運用されたミノフスキー・ドライブによる超長距離航行試験機。クロスボーン・ガンダム（JMSXシリーズ）を素体としてEMS-TC02ファントムを再設計したことでインターバルを挟むものの、ミノフスキー・ドライブの継続使用が可能となった機体。スラスターである「ファータモガーナ・フォーゲル」だけではなく機体側にもミノフスキー・ドライブ噴出口があってIフィールドも装備されている。そのため加速中はビーム兵器がほぼ無効化される。
非武装機であり、ライフルやサーベルといったものは一切持たないが、防御用に両腕にビームシールドのみ装備している。ただし、シールドをしぼり込むことや光の翼を使い、緊急時等には武器として近接戦闘が可能。なお、本機はテスト運用という点から複座式になっており、コクピット部分は不具合発生時の直接目視確認のため半透明装甲が施されている。
『ゼーロイバー』では、U.C.0172年時にイオの乗機として戦闘用グランパスが登場する。武装は遠距離戦闘ではビーム・ライフル、近接戦闘では鞭として機能する「ウェッブライフル」を装備している。

### コロニー「レム」

#### クレイン（U.C.0159年時）
「クレイン」を参照。

#### ゲドラッド
型式番号ZMS-R03。U.C.0159年時にコロニー「レム」で運用されていた量産機。ゲドラフやブルッケングなどのザンスカール帝国製MSの設計思想を受け継いでおり、系列的には直系の新型機に当たる機体。アインラッドの使用を前提として、車輪の機能を胴体中央部に集約することで機体の小型化にも成功している。欠点としては、そのせいで防御力が低下してしまっている。武装は先端と後部を分割してビーム・サーベルも発生可能なビーム・ピストルと、左腕のハードポイント部のビーム・シールド。

### ネオ・コスモ・バビロニア

#### スレイヴ・ニル
型式番号NXM-01。ネオ・コスモ・バビロニアの量産機。ミノフスキー・クラフトを内蔵した「ケンタウロス」のような四脚型の機体。ただし、脚部に見えるのは推進システムであり、実際には歩行機能は無い。ミノフスキー・クラフトは重力下にて滑空移動を行う際に使用される。なお、クラフト自体は胴体部に収納され、宇宙空間での運用時は推進剤タンクへの換装が考えられている。現時点では未だデータ収集の段階にあり、武装は2門のマシンガンを内蔵したランスとビーム・シールドを持つが、シールドの方は技術的な問題で安定した稼働ができず、今は飾りのようなものとなっている。

## ゼーロイバー

### 蛇の足（セルピエンテ・タコーン）

#### 戦闘用グランパス
「グランパス」を参照。

#### ビッグフィッシュ
「蛇の足（セルピエンテ・タコーン）」の母艦。マンボウのような形状が特徴。カーティスのクロスボーン・ガンダムX11 ファータモガーナ フルクロスやX-14を搭載している。「宇宙海賊ゼーロイバー」との交渉に赴くが、当初はカーティスが相手を極悪非道な海賊団だと勘違いしていたため、交戦が行われた。

### 宇宙海賊ゼーロイバー

#### ドラッケン・フォール
「宇宙海賊ゼーロイバー」の母艦。全幅100m程の中型艦で、元々は「オリンポスの下僕」の強襲揚陸艦として開発された。ゼーロイバーが入手後、改装の手が加えられている。MS搭載数は4機で、武装は左部のワイヤーフックと右部の砲塔。なお、左右及び中央部は分割・交換が可能。当初の設計目的は地球圏侵攻のため、この艦用の「ミノフスキー・ドライブ」の存在も考えられている。

### 謎の海賊団

#### アヌビ
謎の海賊団が運用する小型MS。頭高長は約10m。型式番号は「MSUN-01」だが、これは「蛇の足」が正体不明の機体に対し便宜的に付けたもの（後述のスフィンも同様）。基本的に純粋な戦闘用ではなく、その小柄さを生かして敵機の背後に取り付き、パイロットを殺害後、電子機器をジャックして操縦権を奪い、潜入工作等を行う。カオスレルのギムレット・ビットの有人用とでも言うべき機体。小型であるため運動性こそ高いが、戦闘力は皆無に等しい。

#### スフィン
謎の海賊団が運用するMS。型式番号は「MSUN-02」。頭部に多数のスラスター、また背部にも補助スラスターを搭載し、特に頭部の四方へ向けられたスラスターは高出力ジェネレーターの併用により、高度な噴射力・機動性を発揮し、カーティスの乗る「クロスボーン・ガンダムX-11 ファータモガーナ フルクロス」すら手玉に取り、敗北に追い込む程である。武装は専用のビーム・ライフルと、フルクロスの装甲も容易に破壊できる両腕のビーム・ネイル。